# Голливудская «Аллея славы» — список лауреатов за вклад в индустрию звукозаписи

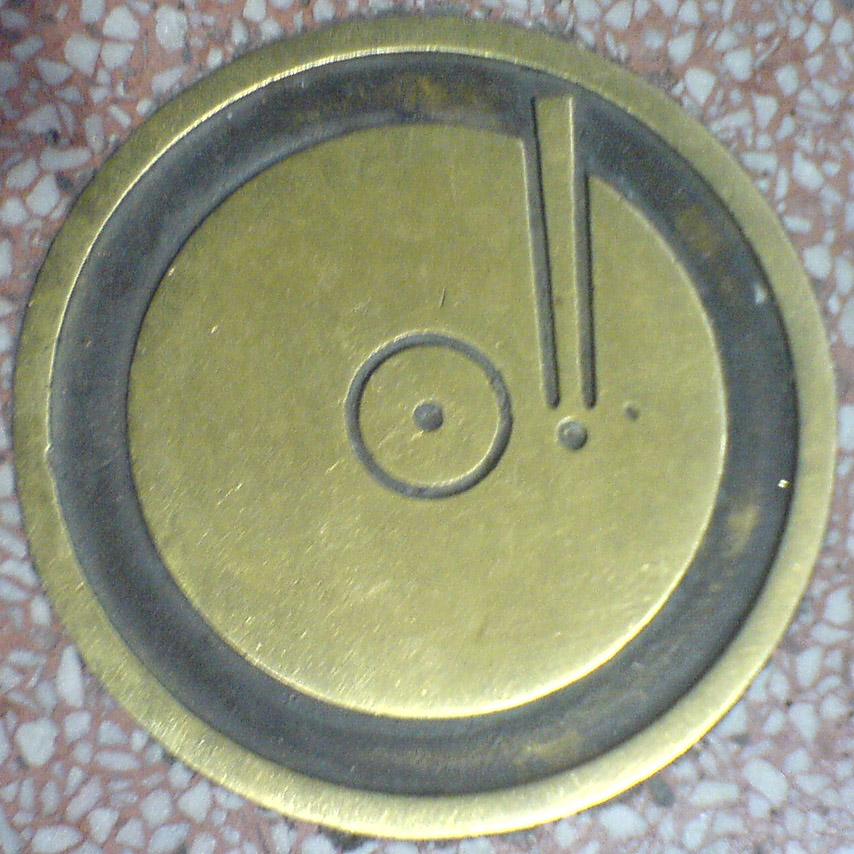
Эмблема на звезде — фонограф

Список заслуженных деятелей звукозаписи, чьи звёзды находятся на голливудской «Аллее славы».
| Содержание: Начало — 0–9 А Б В Г Д Е Ё Ж З И К Л М Н О П Р С Т У Ф Х Ц Ч Ш Щ Э Ю Я |

## Список

### A
| Имя, Фамилия     | Местонахождение звезды на аллее | Фотографии некоторых лауреатов                                 |
| ---------------- | ------------------------------- | -------------------------------------------------------------- |
| Пола Абдул       | 7021 Голливудский б-р           | - Пола Абдул - Брайан Адамс - Кристина Агилера - Луи Армстронг |
| Кларенс Авант    | 6363 Голливудский б-р           | - Пола Абдул - Брайан Адамс - Кристина Агилера - Луи Армстронг |
| Антонио Агилар   | 7060 Голливудский б-р           | - Пола Абдул - Брайан Адамс - Кристина Агилера - Луи Армстронг |
| Пепе Агилар      | 7060 Голливудский б-р           | - Пола Абдул - Брайан Адамс - Кристина Агилера - Луи Армстронг |
| Кристина Агилера | 6901 Голливудский б-р           | - Пола Абдул - Брайан Адамс - Кристина Агилера - Луи Армстронг |
| Брайан Адамс     | 6752 Голливудский б-р           | - Пола Абдул - Брайан Адамс - Кристина Агилера - Луи Армстронг |
| Лу Адлер         | 6901 Голливудский б-р           | - Пола Абдул - Брайан Адамс - Кристина Агилера - Луи Армстронг |
| Билли Айдол      | 6212 Голливудский б-р           | - Пола Абдул - Брайан Адамс - Кристина Агилера - Луи Армстронг |
| Герб Алперт      | 6929 Голливудский б-р           | - Пола Абдул - Брайан Адамс - Кристина Агилера - Луи Армстронг |
| Личия Альбанезе  | 6671 Голливудский б             | - Пола Абдул - Брайан Адамс - Кристина Агилера - Луи Армстронг |
| Кэрри Андервуд   | 1750 Вайн-стрит                 | - Пола Абдул - Брайан Адамс - Кристина Агилера - Луи Армстронг |
| Лерой Андерсон   | 1620 Вайн-стрит                 | - Пола Абдул - Брайан Адамс - Кристина Агилера - Луи Армстронг |
| Мариан Андерсон  | 6262 Голливудский б-р           | - Пола Абдул - Брайан Адамс - Кристина Агилера - Луи Армстронг |
| Пол Анка         | 6840 Голливудский б-р           | - Пола Абдул - Брайан Адамс - Кристина Агилера - Луи Армстронг |
| Луи Армстронг    | 7601 Голливудский б-р           | - Пола Абдул - Брайан Адамс - Кристина Агилера - Луи Армстронг |
| Эдвард Арнольд   | 6225 Голливудский б-р           | - Пола Абдул - Брайан Адамс - Кристина Агилера - Луи Армстронг |
| Ашанти           | 7060 Голливудский б-р           | - Пола Абдул - Брайан Адамс - Кристина Агилера - Луи Армстронг |
| Ашер             | 6201 Голливудский б-р           | - Пола Абдул - Брайан Адамс - Кристина Агилера - Луи Армстронг |

### Б
| Имя, Фамилия        | Местонахождение звезды на аллее | Фотографии некоторых лауреатов                                                                            |
| ------------------- | ------------------------------- | --- |
| Кэрол Байер-Сейджер | 7021 Голливудский б-р           | - Дэвид Боуи - Джеймс Браун - Майкл Болтон - Клинт Блэк - Бэйбифейс - Джордж Бенсон - Чак Берри - Пэт Бун |
| Лес Бакстер         | 6314 Голливудский б-р           | - Дэвид Боуи - Джеймс Браун - Майкл Болтон - Клинт Блэк - Бэйбифейс - Джордж Бенсон - Чак Берри - Пэт Бун |
| Глен Баллард        | 6253 Голливудский б-р           | - Дэвид Боуи - Джеймс Браун - Майкл Болтон - Клинт Блэк - Бэйбифейс - Джордж Бенсон - Чак Берри - Пэт Бун |
| Блу Баррон          | 1724 Вайн-стрит                 | - Дэвид Боуи - Джеймс Браун - Майкл Болтон - Клинт Блэк - Бэйбифейс - Джордж Бенсон - Чак Берри - Пэт Бун |
| Анита Бейкер        | 7021 Голливудский б-р           | - Дэвид Боуи - Джеймс Браун - Майкл Болтон - Клинт Блэк - Бэйбифейс - Джордж Бенсон - Чак Берри - Пэт Бун |
| Гарри Белафонте     | 6721 Голливудский б-р           | - Дэвид Боуи - Джеймс Браун - Майкл Болтон - Клинт Блэк - Бэйбифейс - Джордж Бенсон - Чак Берри - Пэт Бун |
| Текс Бенеке         | 6200 Голливудский б-р           | - Дэвид Боуи - Джеймс Браун - Майкл Болтон - Клинт Блэк - Бэйбифейс - Джордж Бенсон - Чак Берри - Пэт Бун |
| Тони Беннетт        | 1560 Вайн-стрит                 | - Дэвид Боуи - Джеймс Браун - Майкл Болтон - Клинт Блэк - Бэйбифейс - Джордж Бенсон - Чак Берри - Пэт Бун |
| Джордж Бенсон       | 7055 Голливудский б-р           | - Дэвид Боуи - Джеймс Браун - Майкл Болтон - Клинт Блэк - Бэйбифейс - Джордж Бенсон - Чак Берри - Пэт Бун |
| Ирвинг Берлин       | 7095 Голливудский б-р           | - Дэвид Боуи - Джеймс Браун - Майкл Болтон - Клинт Блэк - Бэйбифейс - Джордж Бенсон - Чак Берри - Пэт Бун |
| Эрнани Бернарди     | 7072 Голливудский б-р           | - Дэвид Боуи - Джеймс Браун - Майкл Болтон - Клинт Блэк - Бэйбифейс - Джордж Бенсон - Чак Берри - Пэт Бун |
| Леонард Бернстайн   | 6200 Голливудский б-р           | - Дэвид Боуи - Джеймс Браун - Майкл Болтон - Клинт Блэк - Бэйбифейс - Джордж Бенсон - Чак Берри - Пэт Бун |
| Чак Берри           | 1777 Вайн-стрит                 | - Дэвид Боуи - Джеймс Браун - Майкл Болтон - Клинт Блэк - Бэйбифейс - Джордж Бенсон - Чак Берри - Пэт Бун |
| Сонни Бёрк          | 6920 Голливудский б-р           | - Дэвид Боуи - Джеймс Браун - Майкл Болтон - Клинт Блэк - Бэйбифейс - Джордж Бенсон - Чак Берри - Пэт Бун |
| Е. Павер Биггз      | 6522 Голливудский б-р           | - Дэвид Боуи - Джеймс Браун - Майкл Болтон - Клинт Блэк - Бэйбифейс - Джордж Бенсон - Чак Берри - Пэт Бун |
| Мэри Джей Блайдж    | 6201 Голливудский б-р           | - Дэвид Боуи - Джеймс Браун - Майкл Болтон - Клинт Блэк - Бэйбифейс - Джордж Бенсон - Чак Берри - Пэт Бун |
| Дэвид Блаксмин      | 7080 Голливудский б-р           | - Дэвид Боуи - Джеймс Браун - Майкл Болтон - Клинт Блэк - Бэйбифейс - Джордж Бенсон - Чак Берри - Пэт Бун |
| Клинт Блэк          | 7080 Голливудский б-р           | - Дэвид Боуи - Джеймс Браун - Майкл Болтон - Клинт Блэк - Бэйбифейс - Джордж Бенсон - Чак Берри - Пэт Бун |
| Майкл Болтон        | 7018 Голливудский б-р           | - Дэвид Боуи - Джеймс Браун - Майкл Болтон - Клинт Блэк - Бэйбифейс - Джордж Бенсон - Чак Берри - Пэт Бун |
| Дэвид Боуи          | 7021 Голливудский б-р           | - Дэвид Боуи - Джеймс Браун - Майкл Болтон - Клинт Блэк - Бэйбифейс - Джордж Бенсон - Чак Берри - Пэт Бун |
| Андреа Бочелли      | 7000 Голливудский б-р           | - Дэвид Боуи - Джеймс Браун - Майкл Болтон - Клинт Блэк - Бэйбифейс - Джордж Бенсон - Чак Берри - Пэт Бун |
| Джимми Бойд         | 7021 Голливудский б-р           | - Дэвид Боуи - Джеймс Браун - Майкл Болтон - Клинт Блэк - Бэйбифейс - Джордж Бенсон - Чак Берри - Пэт Бун |
| Джеймс Браун        | 1501 Вайн-стрит                 | - Дэвид Боуи - Джеймс Браун - Майкл Болтон - Клинт Блэк - Бэйбифейс - Джордж Бенсон - Чак Берри - Пэт Бун |
| Лесс Браун          | 6505 Голливудский б-р           | - Дэвид Боуи - Джеймс Браун - Майкл Болтон - Клинт Блэк - Бэйбифейс - Джордж Бенсон - Чак Берри - Пэт Бун |
| Дейв Брубек         | 1716 Вайн-стрит                 | - Дэвид Боуи - Джеймс Браун - Майкл Болтон - Клинт Блэк - Бэйбифейс - Джордж Бенсон - Чак Берри - Пэт Бун |
| Элиот Бритт         | 6936 Голливудский б-р           | - Дэвид Боуи - Джеймс Браун - Майкл Болтон - Клинт Блэк - Бэйбифейс - Джордж Бенсон - Чак Берри - Пэт Бун |
| Гарт Брукс          | 1750 Вайн-стрит                 | - Дэвид Боуи - Джеймс Браун - Майкл Болтон - Клинт Блэк - Бэйбифейс - Джордж Бенсон - Чак Берри - Пэт Бун |
| Тереза Брюэр        | 1708 Вайн-стрит                 | - Дэвид Боуи - Джеймс Браун - Майкл Болтон - Клинт Блэк - Бэйбифейс - Джордж Бенсон - Чак Берри - Пэт Бун |
| Ричард Брэнсон      | 6764 Голливудский б-р           | - Дэвид Боуи - Джеймс Браун - Майкл Болтон - Клинт Блэк - Бэйбифейс - Джордж Бенсон - Чак Берри - Пэт Бун |
| Майкл Бубле         | 6270 Голливудский б-р           | - Дэвид Боуи - Джеймс Браун - Майкл Болтон - Клинт Блэк - Бэйбифейс - Джордж Бенсон - Чак Берри - Пэт Бун |
| Пэт Бун             | 1631 Вайн-стрит                 | - Дэвид Боуи - Джеймс Браун - Майкл Болтон - Клинт Блэк - Бэйбифейс - Джордж Бенсон - Чак Берри - Пэт Бун |
| Бэйбифейс           | 6270 Голливудский б-р           | - Дэвид Боуи - Джеймс Браун - Майкл Болтон - Клинт Блэк - Бэйбифейс - Джордж Бенсон - Чак Берри - Пэт Бун |
| Перл Бэйли          | 7080 Голливудский б-р           | - Дэвид Боуи - Джеймс Браун - Майкл Болтон - Клинт Блэк - Бэйбифейс - Джордж Бенсон - Чак Берри - Пэт Бун |
| Каунт Бэйси         | 6508 Голливудский б-р           | - Дэвид Боуи - Джеймс Браун - Майкл Болтон - Клинт Блэк - Бэйбифейс - Джордж Бенсон - Чак Берри - Пэт Бун |

### В
| Имя, Фамилия                    | Местонахождение звезды на аллее | Фотографии некоторых лауреатов |
| ------------------------------- | ------------------------------- | ------------------------------ |
| Бебе Вайнанс и Си-Си Вайнанс    | 6126 Голливудский б-р           | - Джин Винсент - Сара Вон      |
| Лютер Вандросс                  | 1717 Вайн-стрит                 | - Джин Винсент - Сара Вон      |
| Ричи Валенс                     | 6733 Голливудский б-р           | - Джин Винсент - Сара Вон      |
| Фрэнки Валли и The Four Seasons | 6150 Голливудский б-р           | - Джин Винсент - Сара Вон      |
| Бруно Вальтер                   | 6902 Голливудский б-р           | - Джин Винсент - Сара Вон      |
| Лоренс Велк                     | 6613 Голливудский б-р           | - Джин Винсент - Сара Вон      |
| Билли Вера                      | 1770 Вайн-стрит                 | - Джин Винсент - Сара Вон      |
| Джин Винсент                    | 1749 Вайн-стрит                 | - Джин Винсент - Сара Вон      |
| Бобби Винтон                    | 6916 Голливудский б-р           | - Джин Винсент - Сара Вон      |
| Хьюго Винтерхальтер             | 1600 Вайн-стрит                 | - Джин Винсент - Сара Вон      |
| Сара Вон                        | 1724 Вайн-стрит                 | - Джин Винсент - Сара Вон      |

### Г
| Имя, Фамилия                  | Местонахождение звезды на аллее | Фотографии некоторых лауреатов                                                             |
| ----------------------------- | ------------------------------- | ------------------------------------------------------------------------------------------ |
| Ана Габриэль                  | 6623 Голливудский б-р           | - Джуди Гарленд - Диззи Гиллеспи - Владимир Горовиц - Марвин Гэй - Эми Грант - Берри Горди |
| Хуан Габриэль                 | 7060 Голливудский б-р           | - Джуди Гарленд - Диззи Гиллеспи - Владимир Горовиц - Марвин Гэй - Эми Грант - Берри Горди |
| Амелита Галли-Курчи           | 6821 Голливудский б-р           | - Джуди Гарленд - Диззи Гиллеспи - Владимир Горовиц - Марвин Гэй - Эми Грант - Берри Горди |
| Джуди Гарленд                 | 6764 Голливудский б-р           | - Джуди Гарленд - Диззи Гиллеспи - Владимир Горовиц - Марвин Гэй - Эми Грант - Берри Горди |
| Лучо Гатика                   | 7021 Голливудский б-р           | - Джуди Гарленд - Диззи Гиллеспи - Владимир Горовиц - Марвин Гэй - Эми Грант - Берри Горди |
| Кристал Гейл                  | 1515 Вайн-стрит                 | - Джуди Гарленд - Диззи Гиллеспи - Владимир Горовиц - Марвин Гэй - Эми Грант - Берри Горди |
| Эрролл Гарнер                 | 6363 Голливудский б-р           | - Джуди Гарленд - Диззи Гиллеспи - Владимир Горовиц - Марвин Гэй - Эми Грант - Берри Горди |
| Вуди Герман                   | 6805 Голливудский б-р           | - Джуди Гарленд - Диззи Гиллеспи - Владимир Горовиц - Марвин Гэй - Эми Грант - Берри Горди |
| Джордж Гершвин и Айра Гершвин | 7083 Голливудский б-р           | - Джуди Гарленд - Диззи Гиллеспи - Владимир Горовиц - Марвин Гэй - Эми Грант - Берри Горди |
| Джорджия Гиббс                | 6404 Голливудский б-р           | - Джуди Гарленд - Диззи Гиллеспи - Владимир Горовиц - Марвин Гэй - Эми Грант - Берри Горди |
| Винс Гилл                     | 6901 Голливудский б-р           | - Джуди Гарленд - Диззи Гиллеспи - Владимир Горовиц - Марвин Гэй - Эми Грант - Берри Горди |
| Мики Гилли                    | 6930 Голливудский б-р           | - Джуди Гарленд - Диззи Гиллеспи - Владимир Горовиц - Марвин Гэй - Эми Грант - Берри Горди |
| Диззи Гиллеспи                | 7057 Голливудский б-р           | - Джуди Гарленд - Диззи Гиллеспи - Владимир Горовиц - Марвин Гэй - Эми Грант - Берри Горди |
| Джеки Глисон                  | 6231 Голливудский б-р           | - Джуди Гарленд - Диззи Гиллеспи - Владимир Горовиц - Марвин Гэй - Эми Грант - Берри Горди |
| Артур Годфри                  | 6616 Голливудский б-р           | - Джуди Гарленд - Диззи Гиллеспи - Владимир Горовиц - Марвин Гэй - Эми Грант - Берри Горди |
| Джерри Голдсмит               | 6752 Голливудский б-р           | - Джуди Гарленд - Диззи Гиллеспи - Владимир Горовиц - Марвин Гэй - Эми Грант - Берри Горди |
| Берри Горди                   | 7000 Голливудский б-р           | - Джуди Гарленд - Диззи Гиллеспи - Владимир Горовиц - Марвин Гэй - Эми Грант - Берри Горди |
| Эйди Горме                    | 1541 Вайн-стрит                 | - Джуди Гарленд - Диззи Гиллеспи - Владимир Горовиц - Марвин Гэй - Эми Грант - Берри Горди |
| Владимир Горовиц              | 1680 Вайн-стрит                 | - Джуди Гарленд - Диззи Гиллеспи - Владимир Горовиц - Марвин Гэй - Эми Грант - Берри Горди |
| Эми Грант                     | 6901 Голливудский б-р           | - Джуди Гарленд - Диззи Гиллеспи - Владимир Горовиц - Марвин Гэй - Эми Грант - Берри Горди |
| Глен Грей                     | 1709 Вайн-стрит                 | - Джуди Гарленд - Диззи Гиллеспи - Владимир Горовиц - Марвин Гэй - Эми Грант - Берри Горди |
| Лучиан Гренж                  | 1750 Вайн-стрит                 | - Джуди Гарленд - Диззи Гиллеспи - Владимир Горовиц - Марвин Гэй - Эми Грант - Берри Горди |
| Эл Гудман                     | 6300 Голливудский б-р           | - Джуди Гарленд - Диззи Гиллеспи - Владимир Горовиц - Марвин Гэй - Эми Грант - Берри Горди |
| Бенни Гудмен                  | 6101 Голливудский б-р           | - Джуди Гарленд - Диззи Гиллеспи - Владимир Горовиц - Марвин Гэй - Эми Грант - Берри Горди |
| Мортон Гулд                   | 6533 Голливудский б-р           | - Джуди Гарленд - Диззи Гиллеспи - Владимир Горовиц - Марвин Гэй - Эми Грант - Берри Горди |
| Роберт Гуле                   | 6368 Голливудский б-р           | - Джуди Гарленд - Диззи Гиллеспи - Владимир Горовиц - Марвин Гэй - Эми Грант - Берри Горди |
| Марвин Гэй                    | 1500 Вайн-стрит                 | - Джуди Гарленд - Диззи Гиллеспи - Владимир Горовиц - Марвин Гэй - Эми Грант - Берри Горди |

### Д
| Имя, Фамилия              | Местонахождение звезды на аллее | Фотографии некоторых лауреатов                                                                                  |
| ------------------------- | ------------------------------- | --- |
| Нил Даймонд               | 1750. Н. Вайн-стрит             | - Джанет Джексон - Майкл Джексон - Элтон Джон - Эл Джерро - Селин Дион - Том Джонс - Куинси Джонс - Билли Джоэл |
| Вик Дамон                 | 1731 Вайн-стрит                 | - Джанет Джексон - Майкл Джексон - Элтон Джон - Эл Джерро - Селин Дион - Том Джонс - Куинси Джонс - Билли Джоэл |
| Бобби Дарин               | 1735 Вайн-стрит                 | - Джанет Джексон - Майкл Джексон - Элтон Джон - Эл Джерро - Селин Дион - Том Джонс - Куинси Джонс - Билли Джоэл |
| Джон Денвер               | 7065 Голливудский б-р           | - Джанет Джексон - Майкл Джексон - Элтон Джон - Эл Джерро - Селин Дион - Том Джонс - Куинси Джонс - Билли Джоэл |
| Бадди Десильва            | 1750 Вайн-стрит                 | - Джанет Джексон - Майкл Джексон - Элтон Джон - Эл Джерро - Селин Дион - Том Джонс - Куинси Джонс - Билли Джоэл |
| Джони Джеймс              | 6814 Голливудский б-р           | - Джанет Джексон - Майкл Джексон - Элтон Джон - Эл Джерро - Селин Дион - Том Джонс - Куинси Джонс - Билли Джоэл |
| Сонни Джеймс              | 6630 Голливудский б-р           | - Джанет Джексон - Майкл Джексон - Элтон Джон - Эл Джерро - Селин Дион - Том Джонс - Куинси Джонс - Билли Джоэл |
| Этта Джеймс               | 7080 Голливудский б-р           | - Джанет Джексон - Майкл Джексон - Элтон Джон - Эл Джерро - Селин Дион - Том Джонс - Куинси Джонс - Билли Джоэл |
| Эл Джолсон                | 1716 Вайн-стрит                 | - Джанет Джексон - Майкл Джексон - Элтон Джон - Эл Джерро - Селин Дион - Том Джонс - Куинси Джонс - Билли Джоэл |
| Алан Джексон              | 6901 Голливудский б-р           | - Джанет Джексон - Майкл Джексон - Элтон Джон - Эл Джерро - Селин Дион - Том Джонс - Куинси Джонс - Билли Джоэл |
| Джанет Джексон            | 1500 Вайн-стрит                 | - Джанет Джексон - Майкл Джексон - Элтон Джон - Эл Джерро - Селин Дион - Том Джонс - Куинси Джонс - Билли Джоэл |
| Майкл Джексон             | 6927 Голливудский б-р           | - Джанет Джексон - Майкл Джексон - Элтон Джон - Эл Джерро - Селин Дион - Том Джонс - Куинси Джонс - Билли Джоэл |
| Махалия Джексон           | 6840 Голливудский б-р           | - Джанет Джексон - Майкл Джексон - Элтон Джон - Эл Джерро - Селин Дион - Том Джонс - Куинси Джонс - Билли Джоэл |
| Гарри Джеймс              | 6683 Голливудский б-р           | - Джанет Джексон - Майкл Джексон - Элтон Джон - Эл Джерро - Селин Дион - Том Джонс - Куинси Джонс - Билли Джоэл |
| Джимми Джем и Терри Льюис | 6363 Голливудский б-р           | - Джанет Джексон - Майкл Джексон - Элтон Джон - Эл Джерро - Селин Дион - Том Джонс - Куинси Джонс - Билли Джоэл |
| Гордон Дженкинс           | 6626 Голливудский б-р           | - Джанет Джексон - Майкл Джексон - Элтон Джон - Эл Джерро - Селин Дион - Том Джонс - Куинси Джонс - Билли Джоэл |
| Эл Джерро                 | 7083 Голливудский б-р           | - Джанет Джексон - Майкл Джексон - Элтон Джон - Эл Джерро - Селин Дион - Том Джонс - Куинси Джонс - Билли Джоэл |
| Кенни Джи                 | 7021 Голливудский б-р           | - Джанет Джексон - Майкл Джексон - Элтон Джон - Эл Джерро - Селин Дион - Том Джонс - Куинси Джонс - Билли Джоэл |
| Беньямино Джильи          | 6901 Голливудский б-р           | - Джанет Джексон - Майкл Джексон - Элтон Джон - Эл Джерро - Селин Дион - Том Джонс - Куинси Джонс - Билли Джоэл |
| Элтон Джон                | 6901 Голливудский б-р           | - Джанет Джексон - Майкл Джексон - Элтон Джон - Эл Джерро - Селин Дион - Том Джонс - Куинси Джонс - Билли Джоэл |
| Аллан Джонс               | 6100 Голливудский б-р           | - Джанет Джексон - Майкл Джексон - Элтон Джон - Эл Джерро - Селин Дион - Том Джонс - Куинси Джонс - Билли Джоэл |
| Джек Джонс                | 6104 Голливудский б-р           | - Джанет Джексон - Майкл Джексон - Элтон Джон - Эл Джерро - Селин Дион - Том Джонс - Куинси Джонс - Билли Джоэл |
| Куинси Джонс              | 1500 Вайн-стрит                 | - Джанет Джексон - Майкл Джексон - Элтон Джон - Эл Джерро - Селин Дион - Том Джонс - Куинси Джонс - Билли Джоэл |
| Спайк Джонс               | 1500 Вайн-стрит                 | - Джанет Джексон - Майкл Джексон - Элтон Джон - Эл Джерро - Селин Дион - Том Джонс - Куинси Джонс - Билли Джоэл |
| Том Джонс                 | 6608 Голливудский б-р           | - Джанет Джексон - Майкл Джексон - Элтон Джон - Эл Джерро - Селин Дион - Том Джонс - Куинси Джонс - Билли Джоэл |
| Дженис Джоплин            | 6752 Голливудский б-р           | - Джанет Джексон - Майкл Джексон - Элтон Джон - Эл Джерро - Селин Дион - Том Джонс - Куинси Джонс - Билли Джоэл |
| Билли Джоэл               | 6233 Голливудский б-р           | - Джанет Джексон - Майкл Джексон - Элтон Джон - Эл Джерро - Селин Дион - Том Джонс - Куинси Джонс - Билли Джоэл |
| Селин Дион                | 6801 Голливудский б-р           | - Джанет Джексон - Майкл Джексон - Элтон Джон - Эл Джерро - Селин Дион - Том Джонс - Куинси Джонс - Билли Джоэл |
| Фэтс Домино               | 6616 Голливудский б-р           | - Джанет Джексон - Майкл Джексон - Элтон Джон - Эл Джерро - Селин Дион - Том Джонс - Куинси Джонс - Билли Джоэл |
| Джимми Дорси              | 6505 Голливудский б-р           | - Джанет Джексон - Майкл Джексон - Элтон Джон - Эл Джерро - Селин Дион - Том Джонс - Куинси Джонс - Билли Джоэл |
| Томми Дорси               | 6675 Голливудский б-р           | - Джанет Джексон - Майкл Джексон - Элтон Джон - Эл Джерро - Селин Дион - Том Джонс - Куинси Джонс - Билли Джоэл |
| Клайв Дэвис               | 1501 Вайн-стрит                 | - Джанет Джексон - Майкл Джексон - Элтон Джон - Эл Джерро - Селин Дион - Том Джонс - Куинси Джонс - Билли Джоэл |
| Хэл Дэвид                 | 6752 Голливудский б-р           | - Джанет Джексон - Майкл Джексон - Элтон Джон - Эл Джерро - Селин Дион - Том Джонс - Куинси Джонс - Билли Джоэл |
| Майлз Дэвис               | 7060 Голливудский б-р           | - Джанет Джексон - Майкл Джексон - Элтон Джон - Эл Джерро - Селин Дион - Том Джонс - Куинси Джонс - Билли Джоэл |
| Мак Дэвис                 | 7080 Голливудский б-р           | - Джанет Джексон - Майкл Джексон - Элтон Джон - Эл Джерро - Селин Дион - Том Джонс - Куинси Джонс - Билли Джоэл |
| Сэмми Дэвис-мл.           | 6254 Голливудский б-р           | - Джанет Джексон - Майкл Джексон - Элтон Джон - Эл Джерро - Селин Дион - Том Джонс - Куинси Джонс - Билли Джоэл |
| Дорис Дэй                 | 6278 Голливудский б-р           | - Джанет Джексон - Майкл Джексон - Элтон Джон - Эл Джерро - Селин Дион - Том Джонс - Куинси Джонс - Билли Джоэл |
| Билли Дэниелс             | 6819 Голливудский б-р           | - Джанет Джексон - Майкл Джексон - Элтон Джон - Эл Джерро - Селин Дион - Том Джонс - Куинси Джонс - Билли Джоэл |
| Snoop Dogg                | 6840 Голливудский б-р           | - Джанет Джексон - Майкл Джексон - Элтон Джон - Эл Джерро - Селин Дион - Том Джонс - Куинси Джонс - Билли Джоэл |
| Dr. Dre                   | 6840 Голливудский б-р           | - Джанет Джексон - Майкл Джексон - Элтон Джон - Эл Джерро - Селин Дион - Том Джонс - Куинси Джонс - Билли Джоэл |

### Ж — Й
| Имя, Фамилия   | Местонахождение звезды на аллее | Фотографии некоторых лауреатов |
| -------------- | ------------------------------- | ------------------------------ |
| Луи Журдан     | 6153 Голливудский б-р           | - Хулио Иглесиас               |
| Шейла И.       | 6752 Голливудский б-р           | - Хулио Иглесиас               |
| Хулио Иглесиас | 7000 Голливудский б-р           | - Хулио Иглесиас               |
| Педро Инфанте  | 7083 Голливудский б-р           | - Хулио Иглесиас               |
| Хосе Итурби    | 6834 Голливудский б-р           | - Хулио Иглесиас               |
| Триша Йервуд   | 1750 Вайн-стрит                 | - Хулио Иглесиас               |
| Дуайт Йокам    | 7021 Голливудский б-р           | - Хулио Иглесиас               |

### К
| Имя, Фамилия      | Местонахождение звезды на аллее | Фотографии некоторых лауреатов |
| ----------------- | ------------------------------- | --- |
| Кармен Кавалларо  | 6301 Голливудский б-р           | - Би Би Кинг - Фил Коллинз - Шон Комбс - Элис Купер - Бинг Кросби - Дайан Кэрролл - Нат Кинг Коул - Джонни Кэш - Сэм Кук - Мэрайя Кэри |
| Кей Кайсер        | 1708 Вайн-стрит                 | - Би Би Кинг - Фил Коллинз - Шон Комбс - Элис Купер - Бинг Кросби - Дайан Кэрролл - Нат Кинг Коул - Джонни Кэш - Сэм Кук - Мэрайя Кэри |
| Робер Казадезюс   | 6251 Голливудский б-р           | - Би Би Кинг - Фил Коллинз - Шон Комбс - Элис Купер - Бинг Кросби - Дайан Кэрролл - Нат Кинг Коул - Джонни Кэш - Сэм Кук - Мэрайя Кэри |
| Мария Каллас      | 1680 Вайн-стрит                 | - Би Би Кинг - Фил Коллинз - Шон Комбс - Элис Купер - Бинг Кросби - Дайан Кэрролл - Нат Кинг Коул - Джонни Кэш - Сэм Кук - Мэрайя Кэри |
| Энрико Карузо     | 6625 Голливудский б-р           | - Би Би Кинг - Фил Коллинз - Шон Комбс - Элис Купер - Бинг Кросби - Дайан Кэрролл - Нат Кинг Коул - Джонни Кэш - Сэм Кук - Мэрайя Кэри |
| Фрэнки Карле      | 1751 Голливудский б-р           | - Би Би Кинг - Фил Коллинз - Шон Комбс - Элис Купер - Бинг Кросби - Дайан Кэрролл - Нат Кинг Коул - Джонни Кэш - Сэм Кук - Мэрайя Кэри |
| Бенни Картер      | 7080 Голливудский б-р           | - Би Би Кинг - Фил Коллинз - Шон Комбс - Элис Купер - Бинг Кросби - Дайан Кэрролл - Нат Кинг Коул - Джонни Кэш - Сэм Кук - Мэрайя Кэри |
| Дэнни Кей         | 6125 Голливудский б-р           | - Би Би Кинг - Фил Коллинз - Шон Комбс - Элис Купер - Бинг Кросби - Дайан Кэрролл - Нат Кинг Коул - Джонни Кэш - Сэм Кук - Мэрайя Кэри |
| Китти Каллен      | 7021 Голливудский б-р           | - Би Би Кинг - Фил Коллинз - Шон Комбс - Элис Купер - Бинг Кросби - Дайан Кэрролл - Нат Кинг Коул - Джонни Кэш - Сэм Кук - Мэрайя Кэри |
| Сэмми Кан         | 6540 Голливудский б-р           | - Би Би Кинг - Фил Коллинз - Шон Комбс - Элис Купер - Бинг Кросби - Дайан Кэрролл - Нат Кинг Коул - Джонни Кэш - Сэм Кук - Мэрайя Кэри |
| Викки Карр        | 7080 Голливудский б-р           | - Би Би Кинг - Фил Коллинз - Шон Комбс - Элис Купер - Бинг Кросби - Дайан Кэрролл - Нат Кинг Коул - Джонни Кэш - Сэм Кук - Мэрайя Кэри |
| Стэн Кентон       | 6340 Голливудский б-р           | - Би Би Кинг - Фил Коллинз - Шон Комбс - Элис Купер - Бинг Кросби - Дайан Кэрролл - Нат Кинг Коул - Джонни Кэш - Сэм Кук - Мэрайя Кэри |
| Майк Керб         | 1750 Вайн-стрит                 | - Би Би Кинг - Фил Коллинз - Шон Комбс - Элис Купер - Бинг Кросби - Дайан Кэрролл - Нат Кинг Коул - Джонни Кэш - Сэм Кук - Мэрайя Кэри |
| Би Би Кинг        | 6771 Голливудский б-р           | - Би Би Кинг - Фил Коллинз - Шон Комбс - Элис Купер - Бинг Кросби - Дайан Кэрролл - Нат Кинг Коул - Джонни Кэш - Сэм Кук - Мэрайя Кэри |
| Кэрол Кинг        | 6906 Голливудский б-р           | - Би Би Кинг - Фил Коллинз - Шон Комбс - Элис Купер - Бинг Кросби - Дайан Кэрролл - Нат Кинг Коул - Джонни Кэш - Сэм Кук - Мэрайя Кэри |
| Пи Ви Кинг        | 1715 Вайн-стрит                 | - Би Би Кинг - Фил Коллинз - Шон Комбс - Элис Купер - Бинг Кросби - Дайан Кэрролл - Нат Кинг Коул - Джонни Кэш - Сэм Кук - Мэрайя Кэри |
| Селена Кинтанилья | 1750 Вайн-стрит                 | - Би Би Кинг - Фил Коллинз - Шон Комбс - Элис Купер - Бинг Кросби - Дайан Кэрролл - Нат Кинг Коул - Джонни Кэш - Сэм Кук - Мэрайя Кэри |
| Эрта Китт         | 6656 Голливудский б-р           | - Би Би Кинг - Фил Коллинз - Шон Комбс - Элис Купер - Бинг Кросби - Дайан Кэрролл - Нат Кинг Коул - Джонни Кэш - Сэм Кук - Мэрайя Кэри |
| Пэтси Клайн       | 6160 Голливудский б-р           | - Би Би Кинг - Фил Коллинз - Шон Комбс - Элис Купер - Бинг Кросби - Дайан Кэрролл - Нат Кинг Коул - Джонни Кэш - Сэм Кук - Мэрайя Кэри |
| Келли Кларксон    | 6801 Голливудский б-р           | - Би Би Кинг - Фил Коллинз - Шон Комбс - Элис Купер - Бинг Кросби - Дайан Кэрролл - Нат Кинг Коул - Джонни Кэш - Сэм Кук - Мэрайя Кэри |
| Джеймс Кливлэнд   | 6742 Голливудский б-р           | - Би Би Кинг - Фил Коллинз - Шон Комбс - Элис Купер - Бинг Кросби - Дайан Кэрролл - Нат Кинг Коул - Джонни Кэш - Сэм Кук - Мэрайя Кэри |
| Джордж Клинтон    | 6752 Голливудский б-р           | - Би Би Кинг - Фил Коллинз - Шон Комбс - Элис Купер - Бинг Кросби - Дайан Кэрролл - Нат Кинг Коул - Джонни Кэш - Сэм Кук - Мэрайя Кэри |
| Розмари Клуни     | 6325 Голливудский б-р           | - Би Би Кинг - Фил Коллинз - Шон Комбс - Элис Купер - Бинг Кросби - Дайан Кэрролл - Нат Кинг Коул - Джонни Кэш - Сэм Кук - Мэрайя Кэри |
| Дэйв Коз          | 1750 Вайн-стрит                 | - Би Би Кинг - Фил Коллинз - Шон Комбс - Элис Купер - Бинг Кросби - Дайан Кэрролл - Нат Кинг Коул - Джонни Кэш - Сэм Кук - Мэрайя Кэри |
| Фил Коллинз       | 6834 Голливудский б-р           | - Би Би Кинг - Фил Коллинз - Шон Комбс - Элис Купер - Бинг Кросби - Дайан Кэрролл - Нат Кинг Коул - Джонни Кэш - Сэм Кук - Мэрайя Кэри |
| Шон Комбс         | 6801 Голливудский б-р           | - Би Би Кинг - Фил Коллинз - Шон Комбс - Элис Купер - Бинг Кросби - Дайан Кэрролл - Нат Кинг Коул - Джонни Кэш - Сэм Кук - Мэрайя Кэри |
| Перри Комо        | 6631 Голливудский б-р           | - Би Би Кинг - Фил Коллинз - Шон Комбс - Элис Купер - Бинг Кросби - Дайан Кэрролл - Нат Кинг Коул - Джонни Кэш - Сэм Кук - Мэрайя Кэри |
| Гарри Конник мл.  | 7080 Голливудский б-р           | - Би Би Кинг - Фил Коллинз - Шон Комбс - Элис Купер - Бинг Кросби - Дайан Кэрролл - Нат Кинг Коул - Джонни Кэш - Сэм Кук - Мэрайя Кэри |
| Дон Корнелл       | 6138 Голливудский б-р           | - Би Би Кинг - Фил Коллинз - Шон Комбс - Элис Купер - Бинг Кросби - Дайан Кэрролл - Нат Кинг Коул - Джонни Кэш - Сэм Кук - Мэрайя Кэри |
| Абрам Костелянец  | 6542 Голливудский б-р           | - Би Би Кинг - Фил Коллинз - Шон Комбс - Элис Купер - Бинг Кросби - Дайан Кэрролл - Нат Кинг Коул - Джонни Кэш - Сэм Кук - Мэрайя Кэри |
| Нат Кинг Коул     | 6659 Голливудский б-р           | - Би Би Кинг - Фил Коллинз - Шон Комбс - Элис Купер - Бинг Кросби - Дайан Кэрролл - Нат Кинг Коул - Джонни Кэш - Сэм Кук - Мэрайя Кэри |
| Натали Коул       | 1750 Вайн-стрит                 | - Би Би Кинг - Фил Коллинз - Шон Комбс - Элис Купер - Бинг Кросби - Дайан Кэрролл - Нат Кинг Коул - Джонни Кэш - Сэм Кук - Мэрайя Кэри |
| Ленни Кравиц      | 1750 Вайн-стрит                 | - Би Би Кинг - Фил Коллинз - Шон Комбс - Элис Купер - Бинг Кросби - Дайан Кэрролл - Нат Кинг Коул - Джонни Кэш - Сэм Кук - Мэрайя Кэри |
| Андре Крауч       | 6520 Голливудский б-р           | - Би Би Кинг - Фил Коллинз - Шон Комбс - Элис Купер - Бинг Кросби - Дайан Кэрролл - Нат Кинг Коул - Джонни Кэш - Сэм Кук - Мэрайя Кэри |
| Фриц Крейслер     | 6655 Голливудский б-р           | - Би Би Кинг - Фил Коллинз - Шон Комбс - Элис Купер - Бинг Кросби - Дайан Кэрролл - Нат Кинг Коул - Джонни Кэш - Сэм Кук - Мэрайя Кэри |
| Дороти Кирстен    | 6331 Голливудский б-р           | - Би Би Кинг - Фил Коллинз - Шон Комбс - Элис Купер - Бинг Кросби - Дайан Кэрролл - Нат Кинг Коул - Джонни Кэш - Сэм Кук - Мэрайя Кэри |
| Бинг Кросби       | 6751 Голливудский б-р           | - Би Би Кинг - Фил Коллинз - Шон Комбс - Элис Купер - Бинг Кросби - Дайан Кэрролл - Нат Кинг Коул - Джонни Кэш - Сэм Кук - Мэрайя Кэри |
| Ричард Крукс      | 1648 Вайн-стрит                 | - Би Би Кинг - Фил Коллинз - Шон Комбс - Элис Купер - Бинг Кросби - Дайан Кэрролл - Нат Кинг Коул - Джонни Кэш - Сэм Кук - Мэрайя Кэри |
| Селия Крус        | 6240 Голливудский б-р           | - Би Би Кинг - Фил Коллинз - Шон Комбс - Элис Купер - Бинг Кросби - Дайан Кэрролл - Нат Кинг Коул - Джонни Кэш - Сэм Кук - Мэрайя Кэри |
| Шавье Кугат       | 1601 Вайн-стрит                 | - Би Би Кинг - Фил Коллинз - Шон Комбс - Элис Купер - Бинг Кросби - Дайан Кэрролл - Нат Кинг Коул - Джонни Кэш - Сэм Кук - Мэрайя Кэри |
| Сэм Кук           | 7051 Голливудский б-р           | - Би Би Кинг - Фил Коллинз - Шон Комбс - Элис Купер - Бинг Кросби - Дайан Кэрролл - Нат Кинг Коул - Джонни Кэш - Сэм Кук - Мэрайя Кэри |
| Элис Купер        | 7000 Голливудский б-р           | - Би Би Кинг - Фил Коллинз - Шон Комбс - Элис Купер - Бинг Кросби - Дайан Кэрролл - Нат Кинг Коул - Джонни Кэш - Сэм Кук - Мэрайя Кэри |
| Айс Кьюб          | 6752 Голливудский б-р           | - Би Би Кинг - Фил Коллинз - Шон Комбс - Элис Купер - Бинг Кросби - Дайан Кэрролл - Нат Кинг Коул - Джонни Кэш - Сэм Кук - Мэрайя Кэри |
| Сэмми Кэй         | 6767 Голливудский б-р           | - Би Би Кинг - Фил Коллинз - Шон Комбс - Элис Купер - Бинг Кросби - Дайан Кэрролл - Нат Кинг Коул - Джонни Кэш - Сэм Кук - Мэрайя Кэри |
| Глен Кэмпбелл     | 6925 Голливудский б-р           | - Би Би Кинг - Фил Коллинз - Шон Комбс - Элис Купер - Бинг Кросби - Дайан Кэрролл - Нат Кинг Коул - Джонни Кэш - Сэм Кук - Мэрайя Кэри |
| Дайан Кэрролл     | 7005 Голливудский б-р           | - Би Би Кинг - Фил Коллинз - Шон Комбс - Элис Купер - Бинг Кросби - Дайан Кэрролл - Нат Кинг Коул - Джонни Кэш - Сэм Кук - Мэрайя Кэри |
| Мэрайя Кэри       | 6270 Голливудский б-р           | - Би Би Кинг - Фил Коллинз - Шон Комбс - Элис Купер - Бинг Кросби - Дайан Кэрролл - Нат Кинг Коул - Джонни Кэш - Сэм Кук - Мэрайя Кэри |
| Джонни Кэш        | 6320 Голливудский б-р           | - Би Би Кинг - Фил Коллинз - Шон Комбс - Элис Купер - Бинг Кросби - Дайан Кэрролл - Нат Кинг Коул - Джонни Кэш - Сэм Кук - Мэрайя Кэри |

### Л
| Имя, Фамилия                 | Местонахождение звезды на аллее | Фотографии некоторых лауреатов                                                                   |
| ---------------------------- | ------------------------------- | ------------------------------------------------------------------------------------------------ |
| Патти Лабелль                | 7000 Голливудский б-р           | - Патти Лабелль - Джон Леннон - Дженнифер Лопес - Джули Лондон - Кенни Логгинс - Джерри Ли Льюис |
| Аврил Лавин                  | 6212 Голливудский б-р           | - Патти Лабелль - Джон Леннон - Дженнифер Лопес - Джули Лондон - Кенни Логгинс - Джерри Ли Льюис |
| Фрэнки Лаймон                | 7083 Голливудский б-р           | - Патти Лабелль - Джон Леннон - Дженнифер Лопес - Джули Лондон - Кенни Логгинс - Джерри Ли Льюис |
| Арт Лунд                     | 6126 Голливудский б-р           | - Патти Лабелль - Джон Леннон - Дженнифер Лопес - Джули Лондон - Кенни Логгинс - Джерри Ли Льюис |
| Марио Ланца                  | 1751 Вайн-стрит                 | - Патти Лабелль - Джон Леннон - Дженнифер Лопес - Джули Лондон - Кенни Логгинс - Джерри Ли Льюис |
| Джерри Лейбер и Майк Столлер | 7083 Голливудский б-р           | - Патти Лабелль - Джон Леннон - Дженнифер Лопес - Джули Лондон - Кенни Логгинс - Джерри Ли Льюис |
| Лотта Леман                  | 1735 Голливудский б-р           | - Патти Лабелль - Джон Леннон - Дженнифер Лопес - Джули Лондон - Кенни Логгинс - Джерри Ли Льюис |
| Пегги Ли                     | 6319 Голливудский б-р           | - Патти Лабелль - Джон Леннон - Дженнифер Лопес - Джули Лондон - Кенни Логгинс - Джерри Ли Льюис |
| Либераче                     | 6527 Голливудский б-р           | - Патти Лабелль - Джон Леннон - Дженнифер Лопес - Джули Лондон - Кенни Логгинс - Джерри Ли Льюис |
| Джефф Линн                   | 1750 Вайн-стрит                 | - Патти Лабелль - Джон Леннон - Дженнифер Лопес - Джули Лондон - Кенни Логгинс - Джерри Ли Льюис |
| Лоретта Линн                 | 1515 Вайн-стрит                 | - Патти Лабелль - Джон Леннон - Дженнифер Лопес - Джули Лондон - Кенни Логгинс - Джерри Ли Льюис |
| Оскар Левант                 | 6728 Голливудский б-р           | - Патти Лабелль - Джон Леннон - Дженнифер Лопес - Джули Лондон - Кенни Логгинс - Джерри Ли Льюис |
| Адам Левин                   | 6752 Голливудский б-р           | - Патти Лабелль - Джон Леннон - Дженнифер Лопес - Джули Лондон - Кенни Логгинс - Джерри Ли Льюис |
| Джон Леннон                  | 1750 Вайн-стрит                 | - Патти Лабелль - Джон Леннон - Дженнифер Лопес - Джули Лондон - Кенни Логгинс - Джерри Ли Льюис |
| Кенни Логгинс                | 7021 Голливудский б-р           | - Патти Лабелль - Джон Леннон - Дженнифер Лопес - Джули Лондон - Кенни Логгинс - Джерри Ли Льюис |
| Гай Ломбардо                 | 6666 Голливудский б-р           | - Патти Лабелль - Джон Леннон - Дженнифер Лопес - Джули Лондон - Кенни Логгинс - Джерри Ли Льюис |
| Дженнифер Лопес              | 6262 Голливудский б-р           | - Патти Лабелль - Джон Леннон - Дженнифер Лопес - Джули Лондон - Кенни Логгинс - Джерри Ли Льюис |
| Израиль Лопес                | 6554 Голливудский б-р           | - Патти Лабелль - Джон Леннон - Дженнифер Лопес - Джули Лондон - Кенни Логгинс - Джерри Ли Льюис |
| Синди Лопер                  | 6243 Голливудский б-р           | - Патти Лабелль - Джон Леннон - Дженнифер Лопес - Джули Лондон - Кенни Логгинс - Джерри Ли Льюис |
| Джули Лондон                 | 7000 Голливудский б-р           | - Патти Лабелль - Джон Леннон - Дженнифер Лопес - Джули Лондон - Кенни Логгинс - Джерри Ли Льюис |
| Джим Лоу                     | 6333 Голливудский б-р           | - Патти Лабелль - Джон Леннон - Дженнифер Лопес - Джули Лондон - Кенни Логгинс - Джерри Ли Льюис |
| Стив Лоуренс                 | 1541 Вайн-стрит                 | - Патти Лабелль - Джон Леннон - Дженнифер Лопес - Джули Лондон - Кенни Логгинс - Джерри Ли Льюис |
| Норман Лубофф                | 1620 Вайн-стрит                 | - Патти Лабелль - Джон Леннон - Дженнифер Лопес - Джули Лондон - Кенни Логгинс - Джерри Ли Льюис |
| Джерри Ли Льюис              | 6631 Голливудский б-р           | - Патти Лабелль - Джон Леннон - Дженнифер Лопес - Джули Лондон - Кенни Логгинс - Джерри Ли Льюис |
| Фрэнки Лэйн                  | 6385 Голливудский б-р           | - Патти Лабелль - Джон Леннон - Дженнифер Лопес - Джули Лондон - Кенни Логгинс - Джерри Ли Льюис |
| Фрэнк Лютер                  | 1708 Вайн-стрит                 | - Патти Лабелль - Джон Леннон - Дженнифер Лопес - Джули Лондон - Кенни Логгинс - Джерри Ли Льюис |
| LL Cool J                    | 6901 Голливудский б-р           | - Патти Лабелль - Джон Леннон - Дженнифер Лопес - Джули Лондон - Кенни Логгинс - Джерри Ли Льюис |

### М
| Имя, Фамилия      | Местонахождение звезды на аллее | Фотографии некоторых лауреатов                                                                                        |
| ----------------- | ------------------------------- | --- |
| Андраник Мададян  | 6810 Голливудский б-р           | - Пол Маккартни - Боб Марли - Рики Мартин - Барри Манилоу - Бетт Мидлер - Телониус Монк - Тим Макгро - Риба Макинтайр |
| Джонни Маддокс    | 6401 Голливудский б-р           | - Пол Маккартни - Боб Марли - Рики Мартин - Барри Манилоу - Бетт Мидлер - Телониус Монк - Тим Макгро - Риба Макинтайр |
| Тим Макгро        | 6901 Голливудский б-р           | - Пол Маккартни - Боб Марли - Рики Мартин - Барри Манилоу - Бетт Мидлер - Телониус Монк - Тим Макгро - Риба Макинтайр |
| Джанет Макдональд | 1628 Вайн-стрит                 | - Пол Маккартни - Боб Марли - Рики Мартин - Барри Манилоу - Бетт Мидлер - Телониус Монк - Тим Макгро - Риба Макинтайр |
| Пол Маккартни     | 1750 Вайн-стрит                 | - Пол Маккартни - Боб Марли - Рики Мартин - Барри Манилоу - Бетт Мидлер - Телониус Монк - Тим Макгро - Риба Макинтайр |
| Клайд Маккой      | 6426 Голливудский б-р           | - Пол Маккартни - Боб Марли - Рики Мартин - Барри Манилоу - Бетт Мидлер - Телониус Монк - Тим Макгро - Риба Макинтайр |
| Род Маккюэн       | 1501 Вайн-стрит                 | - Пол Маккартни - Боб Марли - Рики Мартин - Барри Манилоу - Бетт Мидлер - Телониус Монк - Тим Макгро - Риба Макинтайр |
| Риба Макинтайр    | 7018 Голливудский б-р           | - Пол Маккартни - Боб Марли - Рики Мартин - Барри Манилоу - Бетт Мидлер - Телониус Монк - Тим Макгро - Риба Макинтайр |
| Дон Маклин        | 6300 Голливудский б-р           | - Пол Маккартни - Боб Марли - Рики Мартин - Барри Манилоу - Бетт Мидлер - Телониус Монк - Тим Макгро - Риба Макинтайр |
| Боб Марли         | 7080 Голливудский б-р           | - Пол Маккартни - Боб Марли - Рики Мартин - Барри Манилоу - Бетт Мидлер - Телониус Монк - Тим Макгро - Риба Макинтайр |
| Дин Мартин        | 1617 Вайн-стрит                 | - Пол Маккартни - Боб Марли - Рики Мартин - Барри Манилоу - Бетт Мидлер - Телониус Монк - Тим Макгро - Риба Макинтайр |
| Мэри Мартин       | 1560 Вайн-стрит                 | - Пол Маккартни - Боб Марли - Рики Мартин - Барри Манилоу - Бетт Мидлер - Телониус Монк - Тим Макгро - Риба Макинтайр |
| Рики Мартин       | 6901 Голливудский б-р           | - Пол Маккартни - Боб Марли - Рики Мартин - Барри Манилоу - Бетт Мидлер - Телониус Монк - Тим Макгро - Риба Макинтайр |
| Тони Мартин       | 6331 Голливудский б-р           | - Пол Маккартни - Боб Марли - Рики Мартин - Барри Манилоу - Бетт Мидлер - Телониус Монк - Тим Макгро - Риба Макинтайр |
| Фредди Мартин     | 6532 Голливудский б-р           | - Пол Маккартни - Боб Марли - Рики Мартин - Барри Манилоу - Бетт Мидлер - Телониус Монк - Тим Макгро - Риба Макинтайр |
| Барри Манилоу     | 6233 Голливудский б-р           | - Пол Маккартни - Боб Марли - Рики Мартин - Барри Манилоу - Бетт Мидлер - Телониус Монк - Тим Макгро - Риба Макинтайр |
| Мантовани         | 1708 Вайн-стрит                 | - Пол Маккартни - Боб Марли - Рики Мартин - Барри Манилоу - Бетт Мидлер - Телониус Монк - Тим Макгро - Риба Макинтайр |
| Генри Манчини     | 6821 Голливудский б-р           | - Пол Маккартни - Боб Марли - Рики Мартин - Барри Манилоу - Бетт Мидлер - Телониус Монк - Тим Макгро - Риба Макинтайр |
| Джордж Мелакрино  | 1625 Вайн-стрит                 | - Пол Маккартни - Боб Марли - Рики Мартин - Барри Манилоу - Бетт Мидлер - Телониус Монк - Тим Макгро - Риба Макинтайр |
| Джеймс Мелтон     | 6564 Голливудский б-р           | - Пол Маккартни - Боб Марли - Рики Мартин - Барри Манилоу - Бетт Мидлер - Телониус Монк - Тим Макгро - Риба Макинтайр |
| Лауриц Мельхиор   | 1718 Вайн-стрит                 | - Пол Маккартни - Боб Марли - Рики Мартин - Барри Манилоу - Бетт Мидлер - Телониус Монк - Тим Макгро - Риба Макинтайр |
| Рафаел Мендес     | 6767 Голливудский б-р           | - Пол Маккартни - Боб Марли - Рики Мартин - Барри Манилоу - Бетт Мидлер - Телониус Монк - Тим Макгро - Риба Макинтайр |
| Иегуди Менухин    | 6710 Голливудский б-р           | - Пол Маккартни - Боб Марли - Рики Мартин - Барри Манилоу - Бетт Мидлер - Телониус Монк - Тим Макгро - Риба Макинтайр |
| Этель Мерман      | 1751 Вайн-стрит                 | - Пол Маккартни - Боб Марли - Рики Мартин - Барри Манилоу - Бетт Мидлер - Телониус Монк - Тим Макгро - Риба Макинтайр |
| Роберт Меррилл    | 6763 Голливудский б-р           | - Пол Маккартни - Боб Марли - Рики Мартин - Барри Манилоу - Бетт Мидлер - Телониус Монк - Тим Макгро - Риба Макинтайр |
| Зубин Мета        | 1600 Вайн-стрит                 | - Пол Маккартни - Боб Марли - Рики Мартин - Барри Манилоу - Бетт Мидлер - Телониус Монк - Тим Макгро - Риба Макинтайр |
| Бетт Мидлер       | 6922 Голливудский б-р           | - Пол Маккартни - Боб Марли - Рики Мартин - Барри Манилоу - Бетт Мидлер - Телониус Монк - Тим Макгро - Риба Макинтайр |
| Митч Миллер       | 7013 Голливудский б-р           | - Пол Маккартни - Боб Марли - Рики Мартин - Барри Манилоу - Бетт Мидлер - Телониус Монк - Тим Макгро - Риба Макинтайр |
| Луис Мигель       | 7060 Голливудский б-р           | - Пол Маккартни - Боб Марли - Рики Мартин - Барри Манилоу - Бетт Мидлер - Телониус Монк - Тим Макгро - Риба Макинтайр |
| Гленн Миллер      | 6915 Голливудский б-р           | - Пол Маккартни - Боб Марли - Рики Мартин - Барри Манилоу - Бетт Мидлер - Телониус Монк - Тим Макгро - Риба Макинтайр |
| Стив Миллер       | 1750 Вайн-стрит                 | - Пол Маккартни - Боб Марли - Рики Мартин - Барри Манилоу - Бетт Мидлер - Телониус Монк - Тим Макгро - Риба Макинтайр |
| Натан Мильштейн   | 6379 Голливудский б-р           | - Пол Маккартни - Боб Марли - Рики Мартин - Барри Манилоу - Бетт Мидлер - Телониус Монк - Тим Макгро - Риба Макинтайр |
| Гай Митчелл       | 7000 Голливудский б-р           | - Пол Маккартни - Боб Марли - Рики Мартин - Барри Манилоу - Бетт Мидлер - Телониус Монк - Тим Макгро - Риба Макинтайр |
| Вон Монро         | 1600 Вайн-стрит                 | - Пол Маккартни - Боб Марли - Рики Мартин - Барри Манилоу - Бетт Мидлер - Телониус Монк - Тим Макгро - Риба Макинтайр |
| Джейн Морган      | 6914 Голливудский б-р           | - Пол Маккартни - Боб Марли - Рики Мартин - Барри Манилоу - Бетт Мидлер - Телониус Монк - Тим Макгро - Риба Макинтайр |
| Телониус Монк     | 7055 Голливудский б-р           | - Пол Маккартни - Боб Марли - Рики Мартин - Барри Манилоу - Бетт Мидлер - Телониус Монк - Тим Макгро - Риба Макинтайр |
| Пьер Монтё        | 1725 Вайн-стрит                 | - Пол Маккартни - Боб Марли - Рики Мартин - Барри Манилоу - Бетт Мидлер - Телониус Монк - Тим Макгро - Риба Макинтайр |
| Расс Морган       | 1751 Вайн-стрит                 | - Пол Маккартни - Боб Марли - Рики Мартин - Барри Манилоу - Бетт Мидлер - Телониус Монк - Тим Макгро - Риба Макинтайр |
| Элла Мэй Морс     | 1724 Вайн-стрит                 | - Пол Маккартни - Боб Марли - Рики Мартин - Барри Манилоу - Бетт Мидлер - Телониус Монк - Тим Макгро - Риба Макинтайр |
| Дуг Моррис        | 6259 Голливудский б-р           | - Пол Маккартни - Боб Марли - Рики Мартин - Барри Манилоу - Бетт Мидлер - Телониус Монк - Тим Макгро - Риба Макинтайр |
| Джерри Мосс       | 6933 Голливудский б-р           | - Пол Маккартни - Боб Марли - Рики Мартин - Барри Манилоу - Бетт Мидлер - Телониус Монк - Тим Макгро - Риба Макинтайр |
| Томми Моттола     | 6270 Голливудский б-р           | - Пол Маккартни - Боб Марли - Рики Мартин - Барри Манилоу - Бетт Мидлер - Телониус Монк - Тим Макгро - Риба Макинтайр |
| Арт Муни          | 6150 Голливудский б-р           | - Пол Маккартни - Боб Марли - Рики Мартин - Барри Манилоу - Бетт Мидлер - Телониус Монк - Тим Макгро - Риба Макинтайр |
| Джонни Мэтис      | 1501 Вайн-стрит                 | - Пол Маккартни - Боб Марли - Рики Мартин - Барри Манилоу - Бетт Мидлер - Телониус Монк - Тим Макгро - Риба Макинтайр |
| Энн Мюррей        | 1750 Вайн-стрит                 | - Пол Маккартни - Боб Марли - Рики Мартин - Барри Манилоу - Бетт Мидлер - Телониус Монк - Тим Макгро - Риба Макинтайр |

### Н
| Имя, Фамилия       | Местонахождение звезды на аллее | Фотографии некоторых лауреатов      |
| ------------------ | ------------------------------- | ----------------------------------- |
| Глэдис Найт        | 7083 Голливудский б-р           | - Рики Нельсон - Оливия Ньютон-Джон |
| Эвелин Найт        | 6136 Голливудский б-р           | - Рики Нельсон - Оливия Ньютон-Джон |
| Рики Нельсон       | 1515 Вайн-стрит                 | - Рики Нельсон - Оливия Ньютон-Джон |
| Оливия Ньютон-Джон | 6925 Голливудский б-р           | - Рики Нельсон - Оливия Ньютон-Джон |
| Альфред Ньюман     | 1708 Вайн-стрит                 | - Рики Нельсон - Оливия Ньютон-Джон |
| Уэйн Ньютон        | 6921 Голливудский б-р           | - Рики Нельсон - Оливия Ньютон-Джон |

### O
| Имя, Фамилия  | Местонахождение звезды на аллее | Фотографии некоторых лауреатов |
| ------------- | ------------------------------- | ------------------------------ |
| Рой Орбисон   | 1750 Вайн-стрит                 | - Оззи Осборн - Рой Орбисон    |
| Юджин Орманди | 6926 Голливудский б-р           | - Оззи Осборн - Рой Орбисон    |
| Оззи Осборн   | 6780 Голливудский б-р           | - Оззи Осборн - Рой Орбисон    |
| Джин Остин    | 6332 Голливудский б-р           | - Оззи Осборн - Рой Орбисон    |
| Джин Отри     | 6384 Голливудский б-р           | - Оззи Осборн - Рой Орбисон    |
| Тони Орландо  | 6385 Голливудский б-р           | - Оззи Осборн - Рой Орбисон    |
| Бак Оуэнс     | 6667 Голливудский б-р           | - Оззи Осборн - Рой Орбисон    |

### П
| Имя, Фамилия           | Местонахождение звезды на аллее | Фотографии некоторых лауреатов                             |
| ---------------------- | ------------------------------- | ---------------------------------------------------------- |
| Игнаций Ян Падеревский | 6284 Голливудский б-р           | - Долли Партон - Элвис Пресли - Луи Прима - Рей Паркер мл. |
| Рей Паркер мл.         | 7065 Голливудский б-р           | - Долли Партон - Элвис Пресли - Луи Прима - Рей Паркер мл. |
| Долли Партон           | 6712 Голливудский б-р           | - Долли Партон - Элвис Пресли - Луи Прима - Рей Паркер мл. |
| Пинк                   | 6801 Голливудский б-р           | - Долли Партон - Элвис Пресли - Луи Прима - Рей Паркер мл. |
| Эцио Пинца             | 1601 Вайн-стрит                 | - Долли Партон - Элвис Пресли - Луи Прима - Рей Паркер мл. |
| Жан Пирс               | 1751 Вайн-стрит                 | - Долли Партон - Элвис Пресли - Луи Прима - Рей Паркер мл. |
| Уэбб Пирс              | 1600 Вайн-стрит                 | - Долли Партон - Элвис Пресли - Луи Прима - Рей Паркер мл. |
| Патти Пейдж            | 6760 Голливудский б-р           | - Долли Партон - Элвис Пресли - Луи Прима - Рей Паркер мл. |
| Лес Пол и Мэри Форд    | 1541 Вайн-стрит                 | - Долли Партон - Элвис Пресли - Луи Прима - Рей Паркер мл. |
| Лили Понс              | 7006 Голливудский б-р           | - Долли Партон - Элвис Пресли - Луи Прима - Рей Паркер мл. |
| Кол Портер             | 7080 Голливудский б-р           | - Долли Партон - Элвис Пресли - Луи Прима - Рей Паркер мл. |
| Перес Прадо            | 1529 Вайн-стрит                 | - Долли Партон - Элвис Пресли - Луи Прима - Рей Паркер мл. |
| Чарли Прайд            | 7083 Голливудский б-р           | - Долли Партон - Элвис Пресли - Луи Прима - Рей Паркер мл. |
| Элвис Пресли           | 6777 Голливудский б-р           | - Долли Партон - Элвис Пресли - Луи Прима - Рей Паркер мл. |
| Луи Прима              | 1600 Вайн-стрит                 | - Долли Партон - Элвис Пресли - Луи Прима - Рей Паркер мл. |
| Уильям Примроуз        | 6801 Голливудский б-р           | - Долли Партон - Элвис Пресли - Луи Прима - Рей Паркер мл. |
| Тито Пуэнте            | 6933 Голливудский б-р           | - Долли Партон - Элвис Пресли - Луи Прима - Рей Паркер мл. |
| Pitbull                | 6201 Голливудский б-р           | - Долли Партон - Элвис Пресли - Луи Прима - Рей Паркер мл. |

### Р
| Имя, Фамилия     | Местонахождение звезды на аллее | Фотографии некоторых лауреатов                                |
| ---------------- | ------------------------------- | ------------------------------------------------------------- |
| Тедди Райли      | 6405 Голливудский б-р           | - Лайонел Ричи - Дайана Росс - Смоки Робинсон - Кенни Роджерс |
| Баста Раймс      | 6201 Голливудский б-р           | - Лайонел Ричи - Дайана Росс - Смоки Робинсон - Кенни Роджерс |
| Дариус Ракер     | 7065 Голливудский б-р           | - Лайонел Ричи - Дайана Росс - Смоки Робинсон - Кенни Роджерс |
| Хелен Редди      | 1750 Вайн-стрит                 | - Лайонел Ричи - Дайана Росс - Смоки Робинсон - Кенни Роджерс |
| Джонни Рей       | 6201 Голливудский б-р           | - Лайонел Ричи - Дайана Росс - Смоки Робинсон - Кенни Роджерс |
| Анри Рене        | 1610 Вайн-стрит                 | - Лайонел Ричи - Дайана Росс - Смоки Робинсон - Кенни Роджерс |
| Дженни Ривера    | 1750 Вайн-стрит                 | - Лайонел Ричи - Дайана Росс - Смоки Робинсон - Кенни Роджерс |
| Марта Ривз       | 7080 Голливудский б-р           | - Лайонел Ричи - Дайана Росс - Смоки Робинсон - Кенни Роджерс |
| Лайонел Ричи     | 7018 Голливудский б-р           | - Лайонел Ричи - Дайана Росс - Смоки Робинсон - Кенни Роджерс |
| Марти Роббинс    | 6666 Голливудский б-р           | - Лайонел Ричи - Дайана Росс - Смоки Робинсон - Кенни Роджерс |
| Смоки Робинсон   | 1500 Вайн-стрит                 | - Лайонел Ричи - Дайана Росс - Смоки Робинсон - Кенни Роджерс |
| Кенни Роджерс    | 6666 Голливудский б-р           | - Лайонел Ричи - Дайана Росс - Смоки Робинсон - Кенни Роджерс |
| Дайана Росс      | 6712 Голливудский б-р           | - Лайонел Ричи - Дайана Росс - Смоки Робинсон - Кенни Роджерс |
| Лу Роулз         | 6931 Голливудский б-р           | - Лайонел Ричи - Дайана Росс - Смоки Робинсон - Кенни Роджерс |
| Дэвид Роуз       | 6514 Голливудский б-р           | - Лайонел Ричи - Дайана Росс - Смоки Робинсон - Кенни Роджерс |
| Нельсон Риддл    | 6724 Голливудский б-р           | - Лайонел Ричи - Дайана Росс - Смоки Робинсон - Кенни Роджерс |
| Литл Ричард      | 6840 Голливудский б-р           | - Лайонел Ричи - Дайана Росс - Смоки Робинсон - Кенни Роджерс |
| Текс Риттер      | 6631 Голливудский б-р           | - Лайонел Ричи - Дайана Росс - Смоки Робинсон - Кенни Роджерс |
| Артур Рубинштейн | 1737 Вайн-стрит                 | - Лайонел Ричи - Дайана Росс - Смоки Робинсон - Кенни Роджерс |
| Бонни Райтт      | 1750 Вайн-стрит                 | - Лайонел Ричи - Дайана Росс - Смоки Робинсон - Кенни Роджерс |

### С
| Имя, Фамилия        | Местонахождение звезды на аллее | Фотографии некоторых лауреатов                                                                                |
| ------------------- | ------------------------------- | --- |
| Донна Саммер        | 7000 Голливудский б-р           | - Рудольф Сёркин - Карлос Сантана - Фрэнк Синатра - Бритни Спирс - Ринго Старр - Стинг - Род Стюарт - 50 Cent |
| Алехандро Санс      | 1750 Вайн-стрит                 | - Рудольф Сёркин - Карлос Сантана - Фрэнк Синатра - Бритни Спирс - Ринго Старр - Стинг - Род Стюарт - 50 Cent |
| Карлос Сантана      | 7080 Голливудский б-р           | - Рудольф Сёркин - Карлос Сантана - Фрэнк Синатра - Бритни Спирс - Ринго Старр - Стинг - Род Стюарт - 50 Cent |
| Нил Седака          | 1500 Вайн-стрит                 | - Рудольф Сёркин - Карлос Сантана - Фрэнк Синатра - Бритни Спирс - Ринго Старр - Стинг - Род Стюарт - 50 Cent |
| Рудольф Сёркин      | 1751 Вайн-стрит                 | - Рудольф Сёркин - Карлос Сантана - Фрэнк Синатра - Бритни Спирс - Ринго Старр - Стинг - Род Стюарт - 50 Cent |
| Боб Сигер           | 1750 Вайн-стрит                 | - Рудольф Сёркин - Карлос Сантана - Фрэнк Синатра - Бритни Спирс - Ринго Старр - Стинг - Род Стюарт - 50 Cent |
| Йожеф Сигети        | 6600 Голливудский б-р           | - Рудольф Сёркин - Карлос Сантана - Фрэнк Синатра - Бритни Спирс - Ринго Старр - Стинг - Род Стюарт - 50 Cent |
| Фрэнк Синатра       | 1637 Вайн-стрит                 | - Рудольф Сёркин - Карлос Сантана - Фрэнк Синатра - Бритни Спирс - Ринго Старр - Стинг - Род Стюарт - 50 Cent |
| Нэнси Синатра       | 7000 Голливудский б-р           | - Рудольф Сёркин - Карлос Сантана - Фрэнк Синатра - Бритни Спирс - Ринго Старр - Стинг - Род Стюарт - 50 Cent |
| Беверли Силлс       | 1750 Вайн-стрит                 | - Рудольф Сёркин - Карлос Сантана - Фрэнк Синатра - Бритни Спирс - Ринго Старр - Стинг - Род Стюарт - 50 Cent |
| Эрл Скраггс         | 7021 Голливудский б-р           | - Рудольф Сёркин - Карлос Сантана - Фрэнк Синатра - Бритни Спирс - Ринго Старр - Стинг - Род Стюарт - 50 Cent |
| Слэш                | 6901 Голливудский б-р           | - Рудольф Сёркин - Карлос Сантана - Фрэнк Синатра - Бритни Спирс - Ринго Старр - Стинг - Род Стюарт - 50 Cent |
| Джо Смит            | 1750 Вайн-стрит                 | - Рудольф Сёркин - Карлос Сантана - Фрэнк Синатра - Бритни Спирс - Ринго Старр - Стинг - Род Стюарт - 50 Cent |
| Карл Смит           | 1517 Вайн-стрит                 | - Рудольф Сёркин - Карлос Сантана - Фрэнк Синатра - Бритни Спирс - Ринго Старр - Стинг - Род Стюарт - 50 Cent |
| Кейт Смит           | 6157 Голливудский б-р           | - Рудольф Сёркин - Карлос Сантана - Фрэнк Синатра - Бритни Спирс - Ринго Старр - Стинг - Род Стюарт - 50 Cent |
| Кили Смит           | 7080 Голливудский б-р           | - Рудольф Сёркин - Карлос Сантана - Фрэнк Синатра - Бритни Спирс - Ринго Старр - Стинг - Род Стюарт - 50 Cent |
| Марко Антонио Солис | 6931 Голливудский б-р           | - Рудольф Сёркин - Карлос Сантана - Фрэнк Синатра - Бритни Спирс - Ринго Старр - Стинг - Род Стюарт - 50 Cent |
| Бритни Спирс        | 6801 Голливудский б-р           | - Рудольф Сёркин - Карлос Сантана - Фрэнк Синатра - Бритни Спирс - Ринго Старр - Стинг - Род Стюарт - 50 Cent |
| Рик Спрингфилд      | 7060 Голливудский б-р           | - Рудольф Сёркин - Карлос Сантана - Фрэнк Синатра - Бритни Спирс - Ринго Старр - Стинг - Род Стюарт - 50 Cent |
| Кей Старр           | 1716 Вайн-стрит                 | - Рудольф Сёркин - Карлос Сантана - Фрэнк Синатра - Бритни Спирс - Ринго Старр - Стинг - Род Стюарт - 50 Cent |
| Ринго Старр         | 1750 Вайн-стрит                 | - Рудольф Сёркин - Карлос Сантана - Фрэнк Синатра - Бритни Спирс - Ринго Старр - Стинг - Род Стюарт - 50 Cent |
| Уильям Стайнберг    | 1645 Вайн-стрит                 | - Рудольф Сёркин - Карлос Сантана - Фрэнк Синатра - Бритни Спирс - Ринго Старр - Стинг - Род Стюарт - 50 Cent |
| Джо Стаффорд        | 1625 Вайн-стрит                 | - Рудольф Сёркин - Карлос Сантана - Фрэнк Синатра - Бритни Спирс - Ринго Старр - Стинг - Род Стюарт - 50 Cent |
| Элеонора Стебер     | 1708 Вайн-стрит                 | - Рудольф Сёркин - Карлос Сантана - Фрэнк Синатра - Бритни Спирс - Ринго Старр - Стинг - Род Стюарт - 50 Cent |
| Айзек Стерн         | 6540 Голливудский б-р           | - Рудольф Сёркин - Карлос Сантана - Фрэнк Синатра - Бритни Спирс - Ринго Старр - Стинг - Род Стюарт - 50 Cent |
| Гвен Стефани        | 6212 Голливудский б-р           | - Рудольф Сёркин - Карлос Сантана - Фрэнк Синатра - Бритни Спирс - Ринго Старр - Стинг - Род Стюарт - 50 Cent |
| Стинг               | 6834 Голливудский б-р           | - Рудольф Сёркин - Карлос Сантана - Фрэнк Синатра - Бритни Спирс - Ринго Старр - Стинг - Род Стюарт - 50 Cent |
| Фредерик Сток       | 1547 Вайн-стрит                 | - Рудольф Сёркин - Карлос Сантана - Фрэнк Синатра - Бритни Спирс - Ринго Старр - Стинг - Род Стюарт - 50 Cent |
| Леопольд Стоковский | 1600 Вайн-стрит                 | - Рудольф Сёркин - Карлос Сантана - Фрэнк Синатра - Бритни Спирс - Ринго Старр - Стинг - Род Стюарт - 50 Cent |
| Моррис Столофф      | 6702 Голливудский б-р           | - Рудольф Сёркин - Карлос Сантана - Фрэнк Синатра - Бритни Спирс - Ринго Старр - Стинг - Род Стюарт - 50 Cent |
| Гейл Сторм          | 1519 Вайн-стрит                 | - Рудольф Сёркин - Карлос Сантана - Фрэнк Синатра - Бритни Спирс - Ринго Старр - Стинг - Род Стюарт - 50 Cent |
| Род Стюарт          | 6801 Голливудский б-р           | - Рудольф Сёркин - Карлос Сантана - Фрэнк Синатра - Бритни Спирс - Ринго Старр - Стинг - Род Стюарт - 50 Cent |
| Джон Филип Суза     | 1500 Вайн-стрит                 | - Рудольф Сёркин - Карлос Сантана - Фрэнк Синатра - Бритни Спирс - Ринго Старр - Стинг - Род Стюарт - 50 Cent |
| Има Сумак           | 6445 Голливудский б-р           | - Рудольф Сёркин - Карлос Сантана - Фрэнк Синатра - Бритни Спирс - Ринго Старр - Стинг - Род Стюарт - 50 Cent |
| Гладис Суортхаут    | 6290 Голливудский б-р           | - Рудольф Сёркин - Карлос Сантана - Фрэнк Синатра - Бритни Спирс - Ринго Старр - Стинг - Род Стюарт - 50 Cent |
| Томми Сэндс         | 1560 Вайн-стрит                 | - Рудольф Сёркин - Карлос Сантана - Фрэнк Синатра - Бритни Спирс - Ринго Старр - Стинг - Род Стюарт - 50 Cent |
| 50 Cent             | 6250 Голливудский б-р           | - Рудольф Сёркин - Карлос Сантана - Фрэнк Синатра - Бритни Спирс - Ринго Старр - Стинг - Род Стюарт - 50 Cent |

### Т
| Имя, Фамилия      | Местонахождение звезды на аллее | Фотографии некоторых лауреатов   |
| ----------------- | ------------------------------- | -------------------------------- |
| Эрнест Табб       | 1751 Вайн-стрит                 | - Тина Тёрнер - Артуро Тосканини |
| Талия             | 6262 Голливудский б-р           | - Тина Тёрнер - Артуро Тосканини |
| Шанайя Твейн      | 6270 Голливудский б-р           | - Тина Тёрнер - Артуро Тосканини |
| Рената Тебальди   | 6628 Голливудский б-р           | - Тина Тёрнер - Артуро Тосканини |
| Бланш Тебом       | 1651 Вайн-стрит                 | - Тина Тёрнер - Артуро Тосканини |
| Тина Тёрнер       | 1750 Вайн-стрит                 | - Тина Тёрнер - Артуро Тосканини |
| Лоуренс Тиббетт   | 6325 Голливудский б-р           | - Тина Тёрнер - Артуро Тосканини |
| Джон Чарльз Томас | 6933 Голливудский б-р           | - Тина Тёрнер - Артуро Тосканини |
| Мел Торме         | 1541 Вайн-стрит                 | - Тина Тёрнер - Артуро Тосканини |
| Артуро Тосканини  | 6725 Голливудский б-р           | - Тина Тёрнер - Артуро Тосканини |
| Элен Траубель     | 6422 Голливудский б-р           | - Тина Тёрнер - Артуро Тосканини |
| Рэнди Трэвис      | 7021 Голливудский б-р           | - Тина Тёрнер - Артуро Тосканини |
| Ice-T             | 7065 Голливудский б-р           | - Тина Тёрнер - Артуро Тосканини |

### У
| Имя, Фамилия              | Местонахождение звезды на аллее | Фотографии некоторых лауреатов                              |
| ------------------------- | ------------------------------- | ----------------------------------------------------------- |
| Барри Уайт                | 6914 Голливудский б-р           | - Барри Уайт - Стиви Уандер - Дайон Уорик - Ванесса Уильямс |
| Маргарет Уайтинг          | 6623 Голливудский б-р           | - Барри Уайт - Стиви Уандер - Дайон Уорик - Ванесса Уильямс |
| Стиви Уандер              | 7050 Голливудский б-р           | - Барри Уайт - Стиви Уандер - Дайон Уорик - Ванесса Уильямс |
| Пол Уайтман               | 6157 Голливудский б-р           | - Барри Уайт - Стиви Уандер - Дайон Уорик - Ванесса Уильямс |
| Дайан Уоррен              | 7021 Голливудский б-р           | - Барри Уайт - Стиви Уандер - Дайон Уорик - Ванесса Уильямс |
| Дайон Уорик               | 6922 Голливудский б-р           | - Барри Уайт - Стиви Уандер - Дайон Уорик - Ванесса Уильямс |
| Фред Уоринг               | 6300 Голливудский б-р           | - Барри Уайт - Стиви Уандер - Дайон Уорик - Ванесса Уильямс |
| Джеки Уилсон              | 7057 Голливудский б-р           | - Барри Уайт - Стиви Уандер - Дайон Уорик - Ванесса Уильямс |
| Чарли Уилсон              | 6201 Голливудский б-р           | - Барри Уайт - Стиви Уандер - Дайон Уорик - Ванесса Уильямс |
| Энн Уилсон и Нэнси Уилсон | 6752 Голливудский б-р           | - Барри Уайт - Стиви Уандер - Дайон Уорик - Ванесса Уильямс |
| Нэнси Уилсон              | 6541 Голливудский б-р           | - Барри Уайт - Стиви Уандер - Дайон Уорик - Ванесса Уильямс |
| Ванесса Уильямс           | 7000 Голливудский б-р           | - Барри Уайт - Стиви Уандер - Дайон Уорик - Ванесса Уильямс |
| Джо Уильямс               | 6508 Голливудский б-р           | - Барри Уайт - Стиви Уандер - Дайон Уорик - Ванесса Уильямс |
| Пол Уильямс               | 6931 Голливудский б-р           | - Барри Уайт - Стиви Уандер - Дайон Уорик - Ванесса Уильямс |
| Роджер Уильямс            | 1533 Вайн-стрит                 | - Барри Уайт - Стиви Уандер - Дайон Уорик - Ванесса Уильямс |
| Фаррелл Уильямс           | 6270 Голливудский б-р           | - Барри Уайт - Стиви Уандер - Дайон Уорик - Ванесса Уильямс |
| Хэнк Уильямс              | 6400 Голливудский б-р           | - Барри Уайт - Стиви Уандер - Дайон Уорик - Ванесса Уильямс |
| Энди Уильямс              | 6667 Голливудский б-р           | - Барри Уайт - Стиви Уандер - Дайон Уорик - Ванесса Уильямс |
| Тед Уимс                  | 1680 Вайн-стрит                 | - Барри Уайт - Стиви Уандер - Дайон Уорик - Ванесса Уильямс |
| Слим Уитман               | 1709 Вайн-стрит                 | - Барри Уайт - Стиви Уандер - Дайон Уорик - Ванесса Уильямс |
| Джимми Уэйкли             | 1680 Вайн-стрит                 | - Барри Уайт - Стиви Уандер - Дайон Уорик - Ванесса Уильямс |
| Пол Уэстон                | 1535 Вайн-стрит                 | - Барри Уайт - Стиви Уандер - Дайон Уорик - Ванесса Уильямс |

### Ф
| Имя, Фамилия        | Местонахождение звезды на аллее | Фотографии некоторых лауреатов                                      |
| ------------------- | ------------------------------- | ------------------------------------------------------------------- |
| Джеральдина Фаррар  | 1709 Вайн-стрит                 | - Элла Фицджеральд - Джон Фогерти - Арета Франклин - Питер Фрэмптон |
| Фредди Фендер       | 7060 Голливудский б-р           | - Элла Фицджеральд - Джон Фогерти - Арета Франклин - Питер Фрэмптон |
| Хосе Фелисиано      | 6541 Голливудский б-р           | - Элла Фицджеральд - Джон Фогерти - Арета Франклин - Питер Фрэмптон |
| Перси Фейт          | 1501 Вайн-стрит                 | - Элла Фицджеральд - Джон Фогерти - Арета Франклин - Питер Фрэмптон |
| Висенте Фернандес   | 6160 Голливудский б-р           | - Элла Фицджеральд - Джон Фогерти - Арета Франклин - Питер Фрэмптон |
| Алехандро Фернандес | 6160 Голливудский б-р           | - Элла Фицджеральд - Джон Фогерти - Арета Франклин - Питер Фрэмптон |
| Артур Фидлер        | 1626 Вайн-стрит                 | - Элла Фицджеральд - Джон Фогерти - Арета Франклин - Питер Фрэмптон |
| Элла Фицджеральд    | 6738 Голливудский б-р           | - Элла Фицджеральд - Джон Фогерти - Арета Франклин - Питер Фрэмптон |
| Эдди Фишер          | 6241 Голливудский б-р           | - Элла Фицджеральд - Джон Фогерти - Арета Франклин - Питер Фрэмптон |
| Кирстен Флагстад    | 6777 Голливудский б-р           | - Элла Фицджеральд - Джон Фогерти - Арета Франклин - Питер Фрэмптон |
| Джон Фогерти        | 7000 Голливудский б-р           | - Элла Фицджеральд - Джон Фогерти - Арета Франклин - Питер Фрэмптон |
| Чарльз Фокс         | 6752 Голливудский б-р           | - Элла Фицджеральд - Джон Фогерти - Арета Франклин - Питер Фрэмптон |
| Ред Фоли            | 6225 Голливудский б-р           | - Элла Фицджеральд - Джон Фогерти - Арета Франклин - Питер Фрэмптон |
| Дэвид Фостер        | 1750 Вайн-стрит                 | - Элла Фицджеральд - Джон Фогерти - Арета Франклин - Питер Фрэмптон |
| Теннесси Эрни Форд  | 6922 Голливудский б-р           | - Элла Фицджеральд - Джон Фогерти - Арета Франклин - Питер Фрэмптон |
| Арета Франклин      | 6920 Голливудский б-р           | - Элла Фицджеральд - Джон Фогерти - Арета Франклин - Питер Фрэмптон |
| Зино Франческатти   | 6704 Голливудский б-р           | - Элла Фицджеральд - Джон Фогерти - Арета Франклин - Питер Фрэмптон |
| Стэн Фреберг        | 6145 Голливудский б-р           | - Элла Фицджеральд - Джон Фогерти - Арета Франклин - Питер Фрэмптон |
| Лефти Фризелл       | 6927 Голливудский б-р           | - Элла Фицджеральд - Джон Фогерти - Арета Франклин - Питер Фрэмптон |
| Джейн Фроман        | 6145 Голливудский б-р           | - Элла Фицджеральд - Джон Фогерти - Арета Франклин - Питер Фрэмптон |
| Питер Фрэмптон      | 6819 Голливудский б-р           | - Элла Фицджеральд - Джон Фогерти - Арета Франклин - Питер Фрэмптон |

### Х
| Имя, Фамилия          | Местонахождение звезды на аллее | Фотографии некоторых лауреатов                                                                  |
| --------------------- | ------------------------------- | ----------------------------------------------------------------------------------------------- |
| Сэмми Хагар           | 6212 Голливудский б-р           | - Джордж Харрисон - Джими Хендрикс - Джон Ли Хукер - Херби Хэнкок - Бадди Холли - Билли Холидей |
| Энгельберт Хампердинк | 7000 Голливудский б-р           | - Джордж Харрисон - Джими Хендрикс - Джон Ли Хукер - Херби Хэнкок - Бадди Холли - Билли Холидей |
| Дженнифер Хадсон      | 6262 Голливудский б-р           | - Джордж Харрисон - Джими Хендрикс - Джон Ли Хукер - Херби Хэнкок - Бадди Холли - Билли Холидей |
| Фил Харрис            | 6508 Голливудский б-р           | - Джордж Харрисон - Джими Хендрикс - Джон Ли Хукер - Херби Хэнкок - Бадди Холли - Билли Холидей |
| Джордж Харрисон       | 1750 Вайн-стрит                 | - Джордж Харрисон - Джими Хендрикс - Джон Ли Хукер - Херби Хэнкок - Бадди Холли - Билли Холидей |
| Чака Хан              | 6623 Голливудский б-р           | - Джордж Харрисон - Джими Хендрикс - Джон Ли Хукер - Херби Хэнкок - Бадди Холли - Билли Холидей |
| Пи Уи Хант            | 6838 Голливудский б-р           | - Джордж Харрисон - Джими Хендрикс - Джон Ли Хукер - Херби Хэнкок - Бадди Холли - Билли Холидей |
| Таб Хантер            | 6320 Голливудский б-р           | - Джордж Харрисон - Джими Хендрикс - Джон Ли Хукер - Херби Хэнкок - Бадди Холли - Билли Холидей |
| Ферлин Хаски          | 6675 Голливудский б-р           | - Джордж Харрисон - Джими Хендрикс - Джон Ли Хукер - Херби Хэнкок - Бадди Холли - Билли Холидей |
| Эдди Хейвуд           | 1709 Вайн-стрит                 | - Джордж Харрисон - Джими Хендрикс - Джон Ли Хукер - Херби Хэнкок - Бадди Холли - Билли Холидей |
| Билл Хейли            | 6350 Голливудский б-р           | - Джордж Харрисон - Джими Хендрикс - Джон Ли Хукер - Херби Хэнкок - Бадди Холли - Билли Холидей |
| Ричард Хейман         | 1765 Вайн-стрит                 | - Джордж Харрисон - Джими Хендрикс - Джон Ли Хукер - Херби Хэнкок - Бадди Холли - Билли Холидей |
| Дик Хеймс             | 1724 Вайн-стрит                 | - Джордж Харрисон - Джими Хендрикс - Джон Ли Хукер - Херби Хэнкок - Бадди Холли - Билли Холидей |
| Яша Хейфец            | 6777 Голливудский б-р           | - Джордж Харрисон - Джими Хендрикс - Джон Ли Хукер - Херби Хэнкок - Бадди Холли - Билли Холидей |
| Джими Хендрикс        | 6627 Голливудский б-р           | - Джордж Харрисон - Джими Хендрикс - Джон Ли Хукер - Херби Хэнкок - Бадди Холли - Билли Холидей |
| Эл Хибблер            | 1650 Вайн-стрит                 | - Джордж Харрисон - Джими Хендрикс - Джон Ли Хукер - Херби Хэнкок - Бадди Холли - Билли Холидей |
| Эдди Ховард           | 6724 Голливудский б-р           | - Джордж Харрисон - Джими Хендрикс - Джон Ли Хукер - Херби Хэнкок - Бадди Холли - Билли Холидей |
| Билли Холидей         | 1540 Вайн-стрит                 | - Джордж Харрисон - Джими Хендрикс - Джон Ли Хукер - Херби Хэнкок - Бадди Холли - Билли Холидей |
| Бадди Холли           | 1750 Вайн-стрит                 | - Джордж Харрисон - Джими Хендрикс - Джон Ли Хукер - Херби Хэнкок - Бадди Холли - Билли Холидей |
| Хосе Хосе             | 7036 Голливудский б-р           | - Джордж Харрисон - Джими Хендрикс - Джон Ли Хукер - Херби Хэнкок - Бадди Холли - Билли Холидей |
| Лина Хорн             | 6250 Голливудский б-р           | - Джордж Харрисон - Джими Хендрикс - Джон Ли Хукер - Херби Хэнкок - Бадди Холли - Билли Холидей |
| Джон Ли Хукер         | 7080 Голливудский б-р           | - Джордж Харрисон - Джими Хендрикс - Джон Ли Хукер - Херби Хэнкок - Бадди Холли - Билли Холидей |
| Херби Хэнкок          | 7057 Голливудский б-р           | - Джордж Харрисон - Джими Хендрикс - Джон Ли Хукер - Херби Хэнкок - Бадди Холли - Билли Холидей |
| Лайонел Хэмптон       | 7014 Голливудский б-р           | - Джордж Харрисон - Джими Хендрикс - Джон Ли Хукер - Херби Хэнкок - Бадди Холли - Билли Холидей |
| Нипси Хассл           | 6212 Голливудский б-р           | - Джордж Харрисон - Джими Хендрикс - Джон Ли Хукер - Херби Хэнкок - Бадди Холли - Билли Холидей |
| DJ Khaled             | 6212 Голливудский б-р           | - Джордж Харрисон - Джими Хендрикс - Джон Ли Хукер - Херби Хэнкок - Бадди Холли - Билли Холидей |

### Ц — Ш
| Имя, Фамилия          | Местонахождение звезды на аллее | Фотографии некоторых лауреатов |
| --------------------- | ------------------------------- | ------------------------------ |
| Ширли Цезар           | 6126 Голливудский б-р           | - Рэй Чарльз - Шакира          |
| Рэй Чарльз            | 6777 Голливудский б-р           | - Рэй Чарльз - Шакира          |
| Шакира                | 6270 Голливудский б-р           | - Рэй Чарльз - Шакира          |
| Тупак Шакур           | 6212 Голливудский б-р           | - Рэй Чарльз - Шакира          |
| Блейк Шелтон          | 6212 Голливудский б-р           | - Рэй Чарльз - Шакира          |
| Фёдор Шаляпин         | 6770 Голливудский б-р           | - Рэй Чарльз - Шакира          |
| Эл Шмитт              | 1750 Вайн-стрит                 | - Рэй Чарльз - Шакира          |
| Джордж Ширинг         | 1716 Вайн-стрит                 | - Рэй Чарльз - Шакира          |
| Лало Шифрин           | 7000 Голливудский б-р           | - Рэй Чарльз - Шакира          |
| Дина Шор              | 6901 Голливудский б-р           | - Рэй Чарльз - Шакира          |
| Арти Шоу              | 1709 Вайн-стрит                 | - Рэй Чарльз - Шакира          |
| Роберт Шоу            | 1559 Вайн-стрит                 | - Рэй Чарльз - Шакира          |
| Эрнестина Хайнк-Шуман | 6640 Голливудский б-р           | - Рэй Чарльз - Шакира          |

### Э — Я
| Имя, Фамилия        | Местонахождение звезды на аллее | Фотографии некоторых лауреатов                                            |
| ------------------- | ------------------------------- | ------------------------------------------------------------------------- |
| Нельсон Эдди        | 1639 Вайн-стрит                 | - Михаил Саулович Эльман - Глория Эстефан - Дюк Эллингтон - Мисси Эллиотт |
| Рой Экафф           | 1541 Вайн-стрит                 | - Михаил Саулович Эльман - Глория Эстефан - Дюк Эллингтон - Мисси Эллиотт |
| Билли Экстайн       | 6638 Голливудский б-р           | - Михаил Саулович Эльман - Глория Эстефан - Дюк Эллингтон - Мисси Эллиотт |
| Марк Энтони         | 6284 Голливудский б-р           | - Михаил Саулович Эльман - Глория Эстефан - Дюк Эллингтон - Мисси Эллиотт |
| Рэй Энтони          | 1751 Вайн-стрит                 | - Михаил Саулович Эльман - Глория Эстефан - Дюк Эллингтон - Мисси Эллиотт |
| Дюк Эллингтон       | 6535 Голливудский б-р           | - Михаил Саулович Эльман - Глория Эстефан - Дюк Эллингтон - Мисси Эллиотт |
| Касс Эллиот         | 7065 Голливудский б-р           | - Михаил Саулович Эльман - Глория Эстефан - Дюк Эллингтон - Мисси Эллиотт |
| Мисси Эллиотт       | 6212 Голливудский б-р           | - Михаил Саулович Эльман - Глория Эстефан - Дюк Эллингтон - Мисси Эллиотт |
| Михаил Эльман       | 1560 Вайн-стрит                 | - Михаил Саулович Эльман - Глория Эстефан - Дюк Эллингтон - Мисси Эллиотт |
| Глория Эстефан      | 7021 Голливудский б-р           | - Михаил Саулович Эльман - Глория Эстефан - Дюк Эллингтон - Мисси Эллиотт |
| Эмилио Эстефан      | 7021 Голливудский б-р           | - Михаил Саулович Эльман - Глория Эстефан - Дюк Эллингтон - Мисси Эллиотт |
| Мелисса Этеридж     | 6901 Голливудский б-р           | - Михаил Саулович Эльман - Глория Эстефан - Дюк Эллингтон - Мисси Эллиотт |
| Виктор Янг          | 6363 Голливудский б-р           | - Михаил Саулович Эльман - Глория Эстефан - Дюк Эллингтон - Мисси Эллиотт |
| Странный Эл Янкович | 6914 Голливудский б-р           | - Михаил Саулович Эльман - Глория Эстефан - Дюк Эллингтон - Мисси Эллиотт |

## Список 2
| Имя, Фамилия                  | Местонахождение звезды на аллее | Фотографии некоторых лауреатов |
| ----------------------------- | ------------------------------- | --- |
| Alabama                       | 7060 Голливудский б-р           | - The Beatles - The Jackson 5 - The Carpenters - The Beach Boys - Bee Gees - Destiny's Child - The Doors - Duran Duran - Journey - Kiss - Mötley Crüe - Fleetwood Mac - Village People - Boyz II Men - Backstreet Boys |
| The Beatles                   | 7080 Голливудский б-р           | - The Beatles - The Jackson 5 - The Carpenters - The Beach Boys - Bee Gees - Destiny's Child - The Doors - Duran Duran - Journey - Kiss - Mötley Crüe - Fleetwood Mac - Village People - Boyz II Men - Backstreet Boys |
| The Beach Boys                | 1500 Вайн-стрит                 | - The Beatles - The Jackson 5 - The Carpenters - The Beach Boys - Bee Gees - Destiny's Child - The Doors - Duran Duran - Journey - Kiss - Mötley Crüe - Fleetwood Mac - Village People - Boyz II Men - Backstreet Boys |
| Brooks & Dunn                 | 7021 Голливудский б-р           | - The Beatles - The Jackson 5 - The Carpenters - The Beach Boys - Bee Gees - Destiny's Child - The Doors - Duran Duran - Journey - Kiss - Mötley Crüe - Fleetwood Mac - Village People - Boyz II Men - Backstreet Boys |
| The Carpenters                | 6931 Голливудский б-р           | - The Beatles - The Jackson 5 - The Carpenters - The Beach Boys - Bee Gees - Destiny's Child - The Doors - Duran Duran - Journey - Kiss - Mötley Crüe - Fleetwood Mac - Village People - Boyz II Men - Backstreet Boys |
| Chicago                       | 6438 Голливудский б-р           | - The Beatles - The Jackson 5 - The Carpenters - The Beach Boys - Bee Gees - Destiny's Child - The Doors - Duran Duran - Journey - Kiss - Mötley Crüe - Fleetwood Mac - Village People - Boyz II Men - Backstreet Boys |
| Crosby, Stills, Nash & Young  | 6666 Голливудский б-р           | - The Beatles - The Jackson 5 - The Carpenters - The Beach Boys - Bee Gees - Destiny's Child - The Doors - Duran Duran - Journey - Kiss - Mötley Crüe - Fleetwood Mac - Village People - Boyz II Men - Backstreet Boys |
| Destiny's Child               | 6801 Голливудский б-р           | - The Beatles - The Jackson 5 - The Carpenters - The Beach Boys - Bee Gees - Destiny's Child - The Doors - Duran Duran - Journey - Kiss - Mötley Crüe - Fleetwood Mac - Village People - Boyz II Men - Backstreet Boys |
| The Doors                     | 6901 Голливудский б-р           | - The Beatles - The Jackson 5 - The Carpenters - The Beach Boys - Bee Gees - Destiny's Child - The Doors - Duran Duran - Journey - Kiss - Mötley Crüe - Fleetwood Mac - Village People - Boyz II Men - Backstreet Boys |
| Duran Duran                   | 1770 Вайн-стрит                 | - The Beatles - The Jackson 5 - The Carpenters - The Beach Boys - Bee Gees - Destiny's Child - The Doors - Duran Duran - Journey - Kiss - Mötley Crüe - Fleetwood Mac - Village People - Boyz II Men - Backstreet Boys |
| Earth, Wind & Fire            | 7080 Голливудский б-р           | - The Beatles - The Jackson 5 - The Carpenters - The Beach Boys - Bee Gees - Destiny's Child - The Doors - Duran Duran - Journey - Kiss - Mötley Crüe - Fleetwood Mac - Village People - Boyz II Men - Backstreet Boys |
| The Everly Brothers           | 7000 Голливудский б-р           | - The Beatles - The Jackson 5 - The Carpenters - The Beach Boys - Bee Gees - Destiny's Child - The Doors - Duran Duran - Journey - Kiss - Mötley Crüe - Fleetwood Mac - Village People - Boyz II Men - Backstreet Boys |
| The Andrews Sisters           | 6834 Голливудский б-р           | - The Beatles - The Jackson 5 - The Carpenters - The Beach Boys - Bee Gees - Destiny's Child - The Doors - Duran Duran - Journey - Kiss - Mötley Crüe - Fleetwood Mac - Village People - Boyz II Men - Backstreet Boys |
| The 5th Dimension             | 7000 Голливудский б-р           | - The Beatles - The Jackson 5 - The Carpenters - The Beach Boys - Bee Gees - Destiny's Child - The Doors - Duran Duran - Journey - Kiss - Mötley Crüe - Fleetwood Mac - Village People - Boyz II Men - Backstreet Boys |
| Bee Gees                      | 6845 Голливудский б-р           | - The Beatles - The Jackson 5 - The Carpenters - The Beach Boys - Bee Gees - Destiny's Child - The Doors - Duran Duran - Journey - Kiss - Mötley Crüe - Fleetwood Mac - Village People - Boyz II Men - Backstreet Boys |
| The Jackson 5                 | 1500 Вайн-стрит                 | - The Beatles - The Jackson 5 - The Carpenters - The Beach Boys - Bee Gees - Destiny's Child - The Doors - Duran Duran - Journey - Kiss - Mötley Crüe - Fleetwood Mac - Village People - Boyz II Men - Backstreet Boys |
| Journey                       | 6750 Голливудский б-р           | - The Beatles - The Jackson 5 - The Carpenters - The Beach Boys - Bee Gees - Destiny's Child - The Doors - Duran Duran - Journey - Kiss - Mötley Crüe - Fleetwood Mac - Village People - Boyz II Men - Backstreet Boys |
| KC and the Sunshine Band      | 7080 Голливудский б-р           | - The Beatles - The Jackson 5 - The Carpenters - The Beach Boys - Bee Gees - Destiny's Child - The Doors - Duran Duran - Journey - Kiss - Mötley Crüe - Fleetwood Mac - Village People - Boyz II Men - Backstreet Boys |
| Kiss                          | 7080 Голливудский б-р           | - The Beatles - The Jackson 5 - The Carpenters - The Beach Boys - Bee Gees - Destiny's Child - The Doors - Duran Duran - Journey - Kiss - Mötley Crüe - Fleetwood Mac - Village People - Boyz II Men - Backstreet Boys |
| Livingston & Evans            | 7083 Голливудский б-р           | - The Beatles - The Jackson 5 - The Carpenters - The Beach Boys - Bee Gees - Destiny's Child - The Doors - Duran Duran - Journey - Kiss - Mötley Crüe - Fleetwood Mac - Village People - Boyz II Men - Backstreet Boys |
| Fleetwood Mac                 | 6608 Голливудский б-р           | - The Beatles - The Jackson 5 - The Carpenters - The Beach Boys - Bee Gees - Destiny's Child - The Doors - Duran Duran - Journey - Kiss - Mötley Crüe - Fleetwood Mac - Village People - Boyz II Men - Backstreet Boys |
| The Mills Brothers            | 7000 Голливудский б-р           | - The Beatles - The Jackson 5 - The Carpenters - The Beach Boys - Bee Gees - Destiny's Child - The Doors - Duran Duran - Journey - Kiss - Mötley Crüe - Fleetwood Mac - Village People - Boyz II Men - Backstreet Boys |
| The Miracles                  | 7060 Голливудский б-р           | - The Beatles - The Jackson 5 - The Carpenters - The Beach Boys - Bee Gees - Destiny's Child - The Doors - Duran Duran - Journey - Kiss - Mötley Crüe - Fleetwood Mac - Village People - Boyz II Men - Backstreet Boys |
| The Monkees                   | 6675 Голливудский б-р           | - The Beatles - The Jackson 5 - The Carpenters - The Beach Boys - Bee Gees - Destiny's Child - The Doors - Duran Duran - Journey - Kiss - Mötley Crüe - Fleetwood Mac - Village People - Boyz II Men - Backstreet Boys |
| Mötley Crüe                   | 6752 Голливудский б-р           | - The Beatles - The Jackson 5 - The Carpenters - The Beach Boys - Bee Gees - Destiny's Child - The Doors - Duran Duran - Journey - Kiss - Mötley Crüe - Fleetwood Mac - Village People - Boyz II Men - Backstreet Boys |
| The Osmonds                   | 7080 Голливудский б-р           | - The Beatles - The Jackson 5 - The Carpenters - The Beach Boys - Bee Gees - Destiny's Child - The Doors - Duran Duran - Journey - Kiss - Mötley Crüe - Fleetwood Mac - Village People - Boyz II Men - Backstreet Boys |
| Tom Petty & the Heartbreakers | 7018 Голливудский б-р           | - The Beatles - The Jackson 5 - The Carpenters - The Beach Boys - Bee Gees - Destiny's Child - The Doors - Duran Duran - Journey - Kiss - Mötley Crüe - Fleetwood Mac - Village People - Boyz II Men - Backstreet Boys |
| The Pointer Sisters           | 6363 Голливудский б-р           | - The Beatles - The Jackson 5 - The Carpenters - The Beach Boys - Bee Gees - Destiny's Child - The Doors - Duran Duran - Journey - Kiss - Mötley Crüe - Fleetwood Mac - Village People - Boyz II Men - Backstreet Boys |
| Queen                         | 6356 Голливудский б-р           | - The Beatles - The Jackson 5 - The Carpenters - The Beach Boys - Bee Gees - Destiny's Child - The Doors - Duran Duran - Journey - Kiss - Mötley Crüe - Fleetwood Mac - Village People - Boyz II Men - Backstreet Boys |
| The Go-Go’s                   | 6652 Голливудский б-р           | - The Beatles - The Jackson 5 - The Carpenters - The Beach Boys - Bee Gees - Destiny's Child - The Doors - Duran Duran - Journey - Kiss - Mötley Crüe - Fleetwood Mac - Village People - Boyz II Men - Backstreet Boys |
| The Sons of the Pioneers      | 6845 Голливудский б-р           | - The Beatles - The Jackson 5 - The Carpenters - The Beach Boys - Bee Gees - Destiny's Child - The Doors - Duran Duran - Journey - Kiss - Mötley Crüe - Fleetwood Mac - Village People - Boyz II Men - Backstreet Boys |
| The Spinners                  | 6723 Голливудский б-р           | - The Beatles - The Jackson 5 - The Carpenters - The Beach Boys - Bee Gees - Destiny's Child - The Doors - Duran Duran - Journey - Kiss - Mötley Crüe - Fleetwood Mac - Village People - Boyz II Men - Backstreet Boys |
| The Supremes                  | 7060 Голливудский б-р           | - The Beatles - The Jackson 5 - The Carpenters - The Beach Boys - Bee Gees - Destiny's Child - The Doors - Duran Duran - Journey - Kiss - Mötley Crüe - Fleetwood Mac - Village People - Boyz II Men - Backstreet Boys |
| The Temptations               | 7060 Голливудский б-р           | - The Beatles - The Jackson 5 - The Carpenters - The Beach Boys - Bee Gees - Destiny's Child - The Doors - Duran Duran - Journey - Kiss - Mötley Crüe - Fleetwood Mac - Village People - Boyz II Men - Backstreet Boys |
| The Four Tops                 | 7060 Голливудский б-р           | - The Beatles - The Jackson 5 - The Carpenters - The Beach Boys - Bee Gees - Destiny's Child - The Doors - Duran Duran - Journey - Kiss - Mötley Crüe - Fleetwood Mac - Village People - Boyz II Men - Backstreet Boys |
| Village People                | 6529 Голливудский б-р           | - The Beatles - The Jackson 5 - The Carpenters - The Beach Boys - Bee Gees - Destiny's Child - The Doors - Duran Duran - Journey - Kiss - Mötley Crüe - Fleetwood Mac - Village People - Boyz II Men - Backstreet Boys |
| America                       | 6752 Голливудский б-р           | - The Beatles - The Jackson 5 - The Carpenters - The Beach Boys - Bee Gees - Destiny's Child - The Doors - Duran Duran - Journey - Kiss - Mötley Crüe - Fleetwood Mac - Village People - Boyz II Men - Backstreet Boys |
| Boyz II Men                   | 7060 Голливудский б-р           | - The Beatles - The Jackson 5 - The Carpenters - The Beach Boys - Bee Gees - Destiny's Child - The Doors - Duran Duran - Journey - Kiss - Mötley Crüe - Fleetwood Mac - Village People - Boyz II Men - Backstreet Boys |
| Backstreet Boys               | 7072 Голливудский б-р           | - The Beatles - The Jackson 5 - The Carpenters - The Beach Boys - Bee Gees - Destiny's Child - The Doors - Duran Duran - Journey - Kiss - Mötley Crüe - Fleetwood Mac - Village People - Boyz II Men - Backstreet Boys |
| Rush                          | 6752 Голливудский б-р           | - The Beatles - The Jackson 5 - The Carpenters - The Beach Boys - Bee Gees - Destiny's Child - The Doors - Duran Duran - Journey - Kiss - Mötley Crüe - Fleetwood Mac - Village People - Boyz II Men - Backstreet Boys |
| Rascal Flatts                 | 6664 Голливудский б-р           | - The Beatles - The Jackson 5 - The Carpenters - The Beach Boys - Bee Gees - Destiny's Child - The Doors - Duran Duran - Journey - Kiss - Mötley Crüe - Fleetwood Mac - Village People - Boyz II Men - Backstreet Boys |
| Jane’s Addiction              | 6436 Голливудский б-р           | - The Beatles - The Jackson 5 - The Carpenters - The Beach Boys - Bee Gees - Destiny's Child - The Doors - Duran Duran - Journey - Kiss - Mötley Crüe - Fleetwood Mac - Village People - Boyz II Men - Backstreet Boys |
| Los Tigres Del Norte          | 7060 Голливудский б-р           | - The Beatles - The Jackson 5 - The Carpenters - The Beach Boys - Bee Gees - Destiny's Child - The Doors - Duran Duran - Journey - Kiss - Mötley Crüe - Fleetwood Mac - Village People - Boyz II Men - Backstreet Boys |
| New Kids on the Block         | 7072 Голливудский б-р           | - The Beatles - The Jackson 5 - The Carpenters - The Beach Boys - Bee Gees - Destiny's Child - The Doors - Duran Duran - Journey - Kiss - Mötley Crüe - Fleetwood Mac - Village People - Boyz II Men - Backstreet Boys |
| Holland Dozier Holland        | 7070 Голливудский б-р           | - The Beatles - The Jackson 5 - The Carpenters - The Beach Boys - Bee Gees - Destiny's Child - The Doors - Duran Duran - Journey - Kiss - Mötley Crüe - Fleetwood Mac - Village People - Boyz II Men - Backstreet Boys |
| Kool & the Gang               | 7065 Голливудский б-р           | - The Beatles - The Jackson 5 - The Carpenters - The Beach Boys - Bee Gees - Destiny's Child - The Doors - Duran Duran - Journey - Kiss - Mötley Crüe - Fleetwood Mac - Village People - Boyz II Men - Backstreet Boys |
| Maná                          | 7060 Голливудский б-р           | - The Beatles - The Jackson 5 - The Carpenters - The Beach Boys - Bee Gees - Destiny's Child - The Doors - Duran Duran - Journey - Kiss - Mötley Crüe - Fleetwood Mac - Village People - Boyz II Men - Backstreet Boys |
| Hall & Oates                  | 6752 Голливудский б-р           | - The Beatles - The Jackson 5 - The Carpenters - The Beach Boys - Bee Gees - Destiny's Child - The Doors - Duran Duran - Journey - Kiss - Mötley Crüe - Fleetwood Mac - Village People - Boyz II Men - Backstreet Boys |
| New Edition                   | 7080 Голливудский б-р           | - The Beatles - The Jackson 5 - The Carpenters - The Beach Boys - Bee Gees - Destiny's Child - The Doors - Duran Duran - Journey - Kiss - Mötley Crüe - Fleetwood Mac - Village People - Boyz II Men - Backstreet Boys |
| ’N Sync                       | 7080 Голливудский б-р           | - The Beatles - The Jackson 5 - The Carpenters - The Beach Boys - Bee Gees - Destiny's Child - The Doors - Duran Duran - Journey - Kiss - Mötley Crüe - Fleetwood Mac - Village People - Boyz II Men - Backstreet Boys |
| Aerosmith                     | 6752 Голливудский б-р           | - The Beatles - The Jackson 5 - The Carpenters - The Beach Boys - Bee Gees - Destiny's Child - The Doors - Duran Duran - Journey - Kiss - Mötley Crüe - Fleetwood Mac - Village People - Boyz II Men - Backstreet Boys |
| Cypress Hill                  | 6201 Голливудский б-р           | - The Beatles - The Jackson 5 - The Carpenters - The Beach Boys - Bee Gees - Destiny's Child - The Doors - Duran Duran - Journey - Kiss - Mötley Crüe - Fleetwood Mac - Village People - Boyz II Men - Backstreet Boys |
| The Lettermen                 | 1765 Вайн-стрит                 | - The Beatles - The Jackson 5 - The Carpenters - The Beach Boys - Bee Gees - Destiny's Child - The Doors - Duran Duran - Journey - Kiss - Mötley Crüe - Fleetwood Mac - Village People - Boyz II Men - Backstreet Boys |
| The Chi-Lites                 | 7057 Голливудский б-р           | - The Beatles - The Jackson 5 - The Carpenters - The Beach Boys - Bee Gees - Destiny's Child - The Doors - Duran Duran - Journey - Kiss - Mötley Crüe - Fleetwood Mac - Village People - Boyz II Men - Backstreet Boys |
| Red Hot Chili Peppers         | 6212 Голливудский б-р           | - The Beatles - The Jackson 5 - The Carpenters - The Beach Boys - Bee Gees - Destiny's Child - The Doors - Duran Duran - Journey - Kiss - Mötley Crüe - Fleetwood Mac - Village People - Boyz II Men - Backstreet Boys |
| Los Huracanes Del Norte       | 7060 Голливудский б-р           | - The Beatles - The Jackson 5 - The Carpenters - The Beach Boys - Bee Gees - Destiny's Child - The Doors - Duran Duran - Journey - Kiss - Mötley Crüe - Fleetwood Mac - Village People - Boyz II Men - Backstreet Boys |
| Jefferson Airplane            | 6752 Голливудский б-р           | - The Beatles - The Jackson 5 - The Carpenters - The Beach Boys - Bee Gees - Destiny's Child - The Doors - Duran Duran - Journey - Kiss - Mötley Crüe - Fleetwood Mac - Village People - Boyz II Men - Backstreet Boys |
| Salt-N-Pepa                   | 6212 Голливудский б-р           | - The Beatles - The Jackson 5 - The Carpenters - The Beach Boys - Bee Gees - Destiny's Child - The Doors - Duran Duran - Journey - Kiss - Mötley Crüe - Fleetwood Mac - Village People - Boyz II Men - Backstreet Boys |
| Jonas Brothers                | 7060 Голливудский б-р           | - The Beatles - The Jackson 5 - The Carpenters - The Beach Boys - Bee Gees - Destiny's Child - The Doors - Duran Duran - Journey - Kiss - Mötley Crüe - Fleetwood Mac - Village People - Boyz II Men - Backstreet Boys |
| Green Day                     | 6212 Голливудский б-р           | - The Beatles - The Jackson 5 - The Carpenters - The Beach Boys - Bee Gees - Destiny's Child - The Doors - Duran Duran - Journey - Kiss - Mötley Crüe - Fleetwood Mac - Village People - Boyz II Men - Backstreet Boys |
| War                           | 6212 Голливудский б-р           | - The Beatles - The Jackson 5 - The Carpenters - The Beach Boys - Bee Gees - Destiny's Child - The Doors - Duran Duran - Journey - Kiss - Mötley Crüe - Fleetwood Mac - Village People - Boyz II Men - Backstreet Boys |
| Los Bukis                     | 7060 Голливудский б-р           | - The Beatles - The Jackson 5 - The Carpenters - The Beach Boys - Bee Gees - Destiny's Child - The Doors - Duran Duran - Journey - Kiss - Mötley Crüe - Fleetwood Mac - Village People - Boyz II Men - Backstreet Boys |